# Ukrainische Architektur

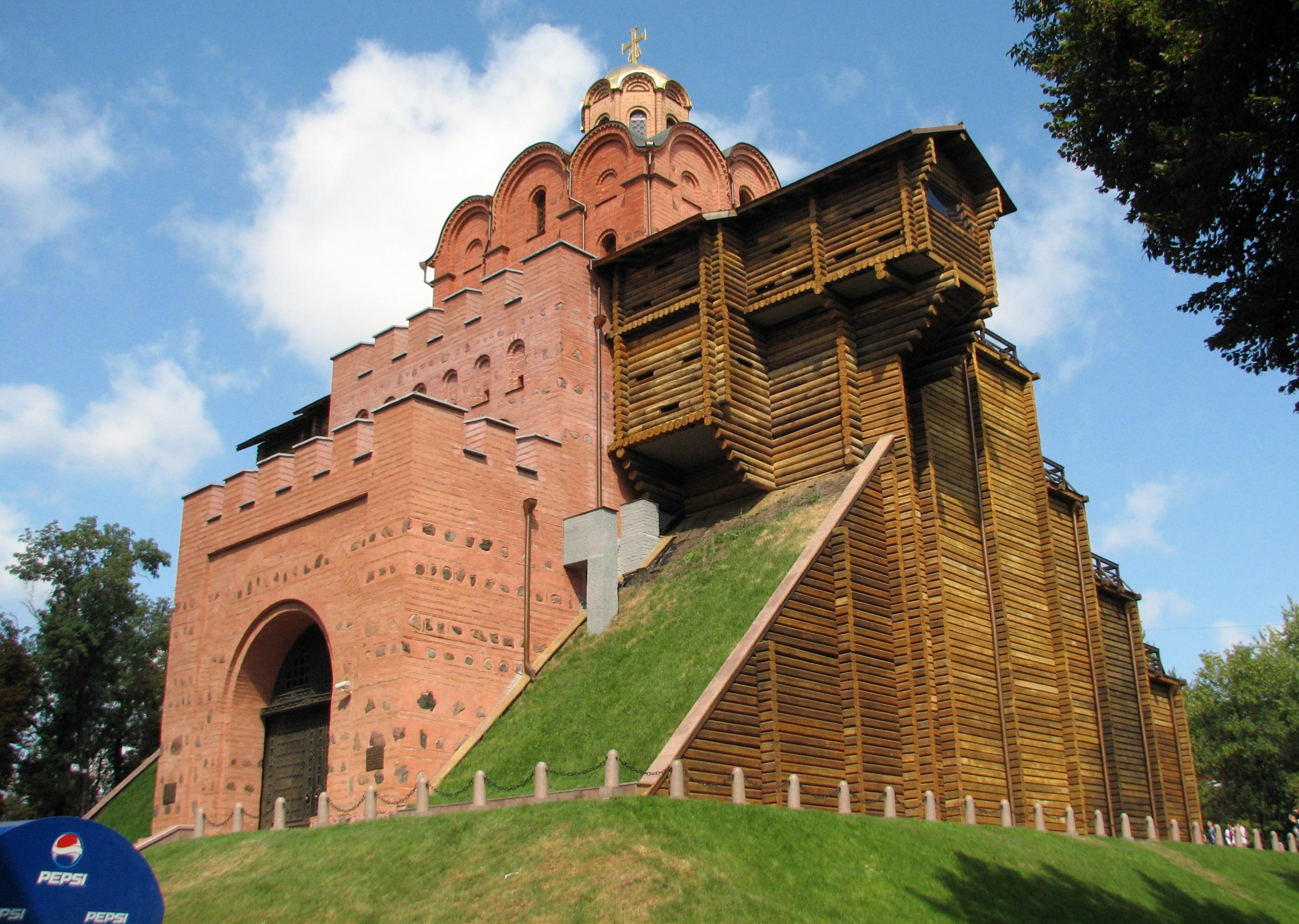
Das Goldene Tor in Kiew, fast komplett rekonstruiert, um das Jahr 1100

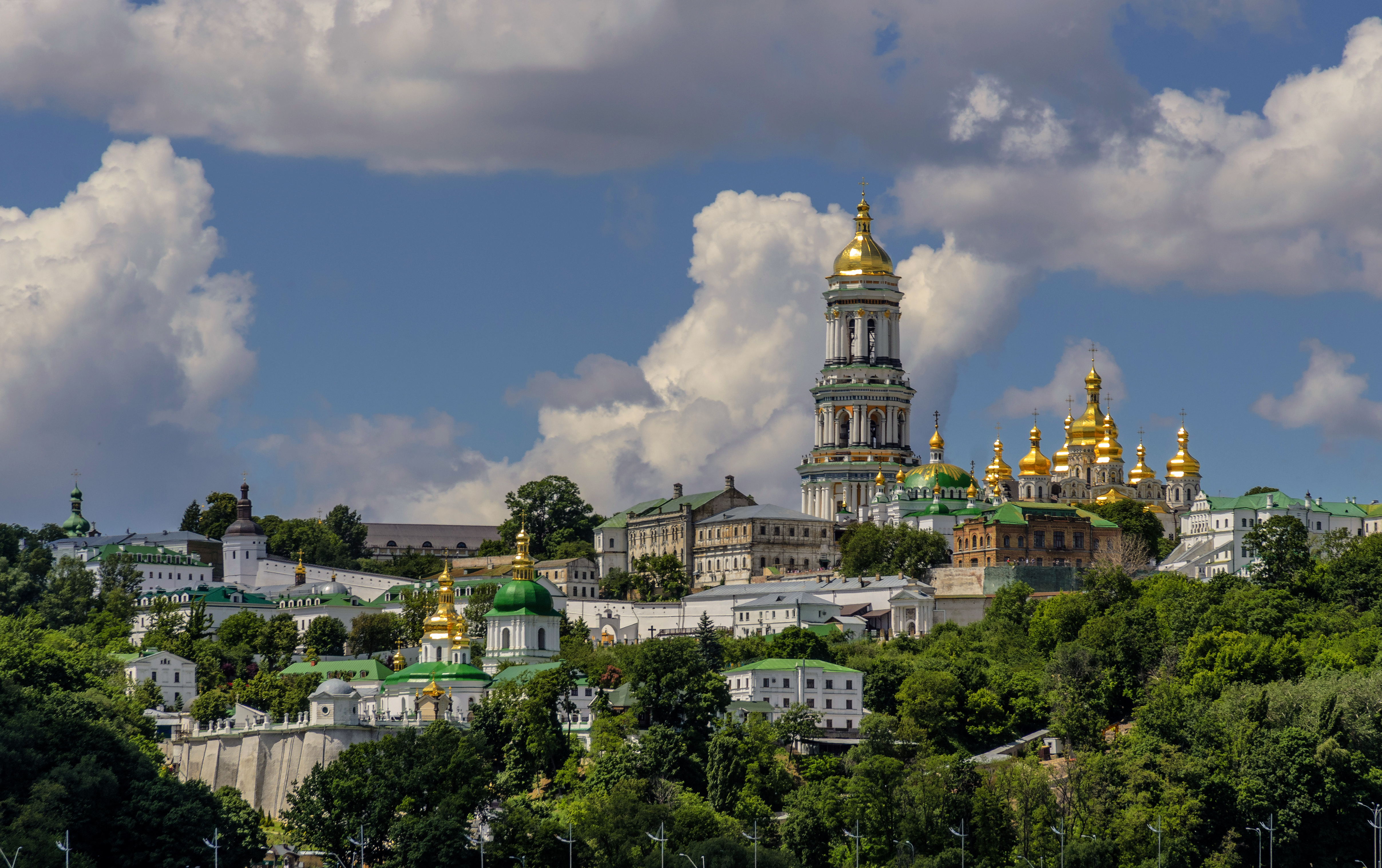
Die verschiedenen Bauwerke des Kiewer Höhlenklosters stammen aus unterschiedlichen Epochen und bieten durch ihre Stile einen Einblick in die Geschichte der Ukraine und die reiche Handwerkskunst, die in dieser langen Zeit entwickelt wurde.

Die ukrainische Architektur hat ihre ersten Wurzeln im ostslawischen Staat der Kiewer Rus. Nach der mongolischen Invasion der Kiewer Rus setzte sich die ausgeprägte Architekturgeschichte im Fürstentum Galizien-Wolhynien sowie später im Großfürstentum Litauen fort. Während der Epoche der Saporoger Kosaken, entwickelte sich unter dem Einfluss des Polnisch-Litauischen Staatenbundes ein für die Ukraine einzigartiger Stil.
Nach der Vereinigung mit dem russischen Zarenreich begann sich die Architektur in der Ukraine in unterschiedliche Richtungen zu entwickeln. Im größeren östlichen Teil, vom russischen Zartum beherrscht, entstanden Bauwerke nach dem Stil der russischen Architektur dieser Zeit, während sich das westliche Galizien unter österreichisch-ungarischen architektonischen Einflüssen entwickelte, wobei in beiden Fällen schöne Beispiele der jeweiligen Richtung entstanden. Ukrainische Nationalmotive kamen während der Zeit der Sowjetunion in Gebrauch und werden in der heutigen unabhängigen Ukraine verwendet.

## Epoche der Kiewer Rus (988–1230)

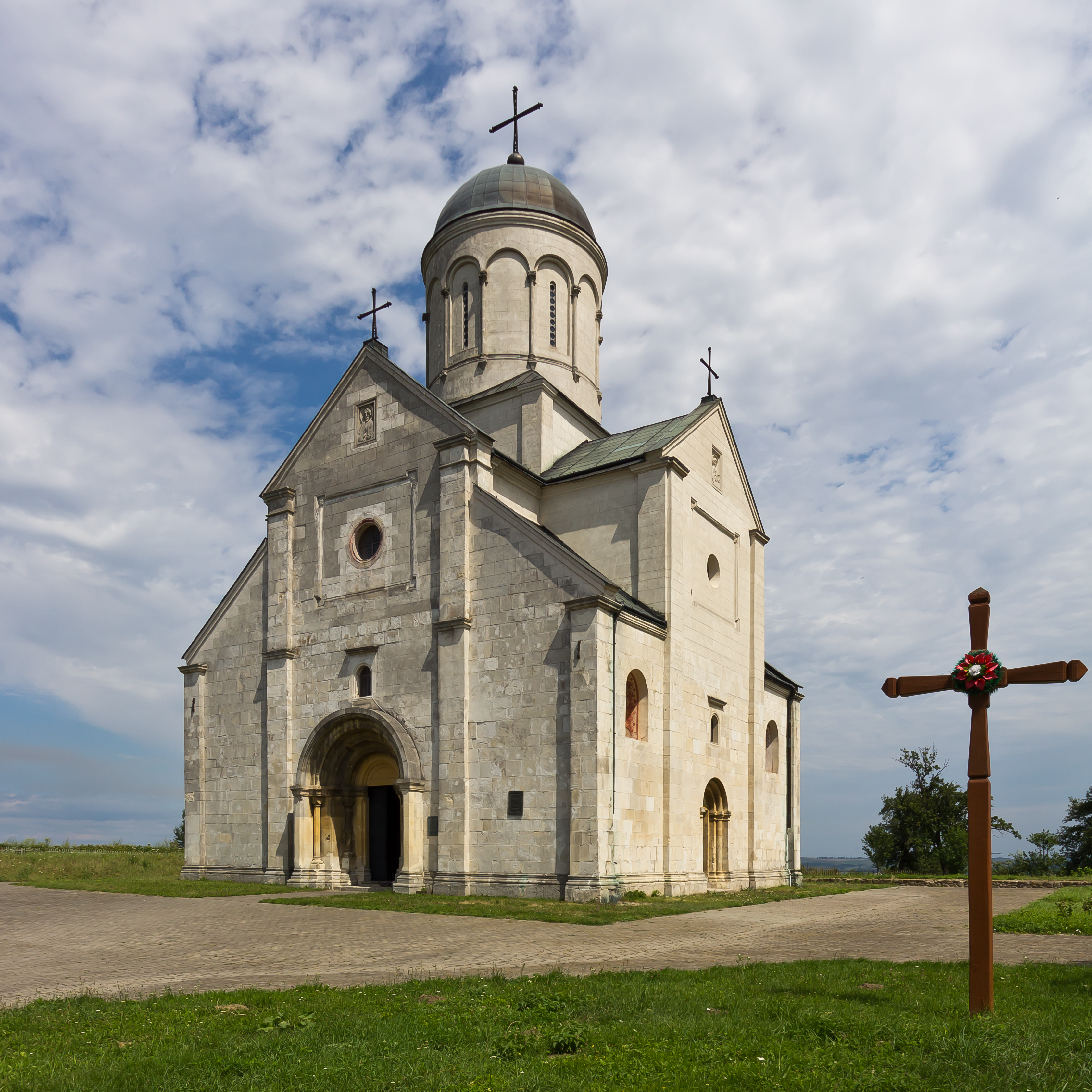
Kirche des Heiligen Pantaleon (Panteleimon) in Schewtschenkoje von 1194

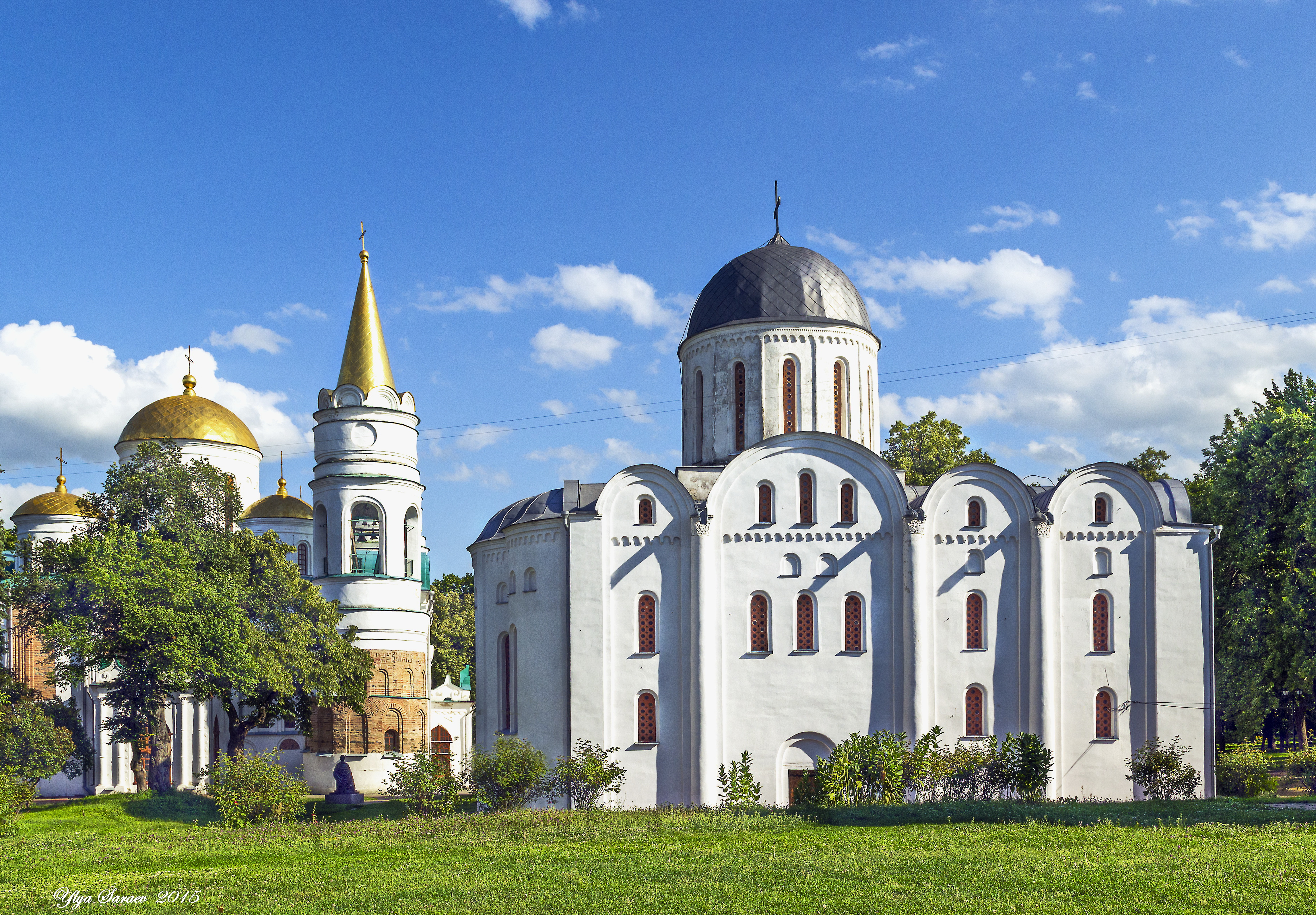
Die Verklärungskathedrale in Tschernihiw stammt aus dem Jahr 1030 (links), die nahe gelegene Boris-und-Gleb-Kathedrale aus dem Jahr 1123 (rechts).

Der mittelalterliche Staat der Kiewer Rus war der Vorläufer der modernen Staaten Ukraine, Russland und Belarus und ihrer jeweiligen Kulturen, einschließlich der Architektur.
Die großen Kirchenbauten und deren Architektur, die nach der Annahme des Christentums im Jahr 988 errichtet wurden, waren die ersten Beispiele für monumentale Architektur in den ostslawischen Ländern. Der sich schnell durchsetzende architektonische Stil des Kiewer Staates zog starke Einflüsse von der byzantinischen Architektur. Die frühen ostorthodoxen Kirchen wurden hauptsächlich aus Holz gebaut, wobei die einfachste Form der Kirche als Zellenkirche bekannt wurde. Große Kathedralen wiesen oft zahlreiche kleine Kuppeln auf, was einige Kunsthistoriker dazu veranlasste, dies als Hinweis auf vorchristliche heidnische slawische Tempel zu werten.
Mehrere Beispiele dieser Kirchen sind bis heute erhalten. Im Laufe des 16. bis 18. Jahrhunderts wurden jedoch viele von ihnen äußerlich im ukrainischen Barockstil umgebaut. Beispiele dafür sind die große Sophienkathedrale (das Jahr 1017 ist die früheste Erwähnung der Grundsteinlegung), die Erlöserkirche in Berestove (erbaut von 1113 bis 1125) und das St.-Kyrill-Kloster (12. Jahrhundert). Sie alle sind noch in der ukrainischen Hauptstadt zu finden.
Während des späten 19. Jahrhunderts wurden mehrere Gebäude rekonstruiert, darunter die 1160 erbaute und 1896–1900 rekonstruierte Mariä-Himmelfahrt-Kathedrale in Wolodymyr, die 1201 erbaute und in den späten 1940er Jahren rekonstruierte Piatnyzka-Kirche in Tschernihiw und das 1037 erbaute und 1982 rekonstruierte Goldene Tor in Kiew. Die Rekonstruktion des Goldenen Tores stellte einen Streitpunkt unter Kunst- und Architekturhistorikern dar, von denen einige die Rekonstruktion als Fantasie einer Wiedergeburt beschrieben.

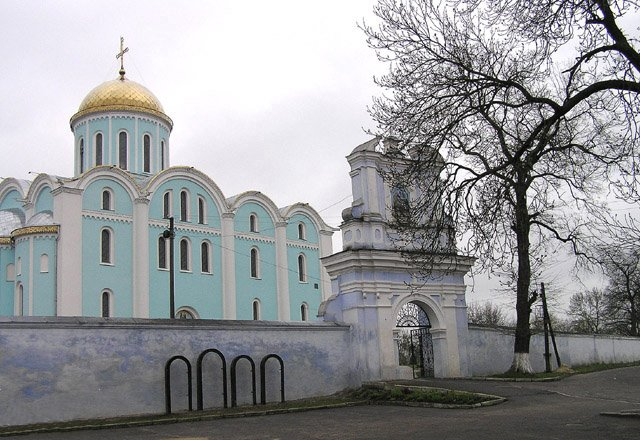
Mariä-Himmelfahrt-Kathedrale in Wolodymyr

Von der Architektur der Kiewer Rus sind nur wenig weltliche oder traditionelle Beispiele erhalten geblieben.

## Epoche der Kosaken (17. und frühes 18. Jahrhundert)

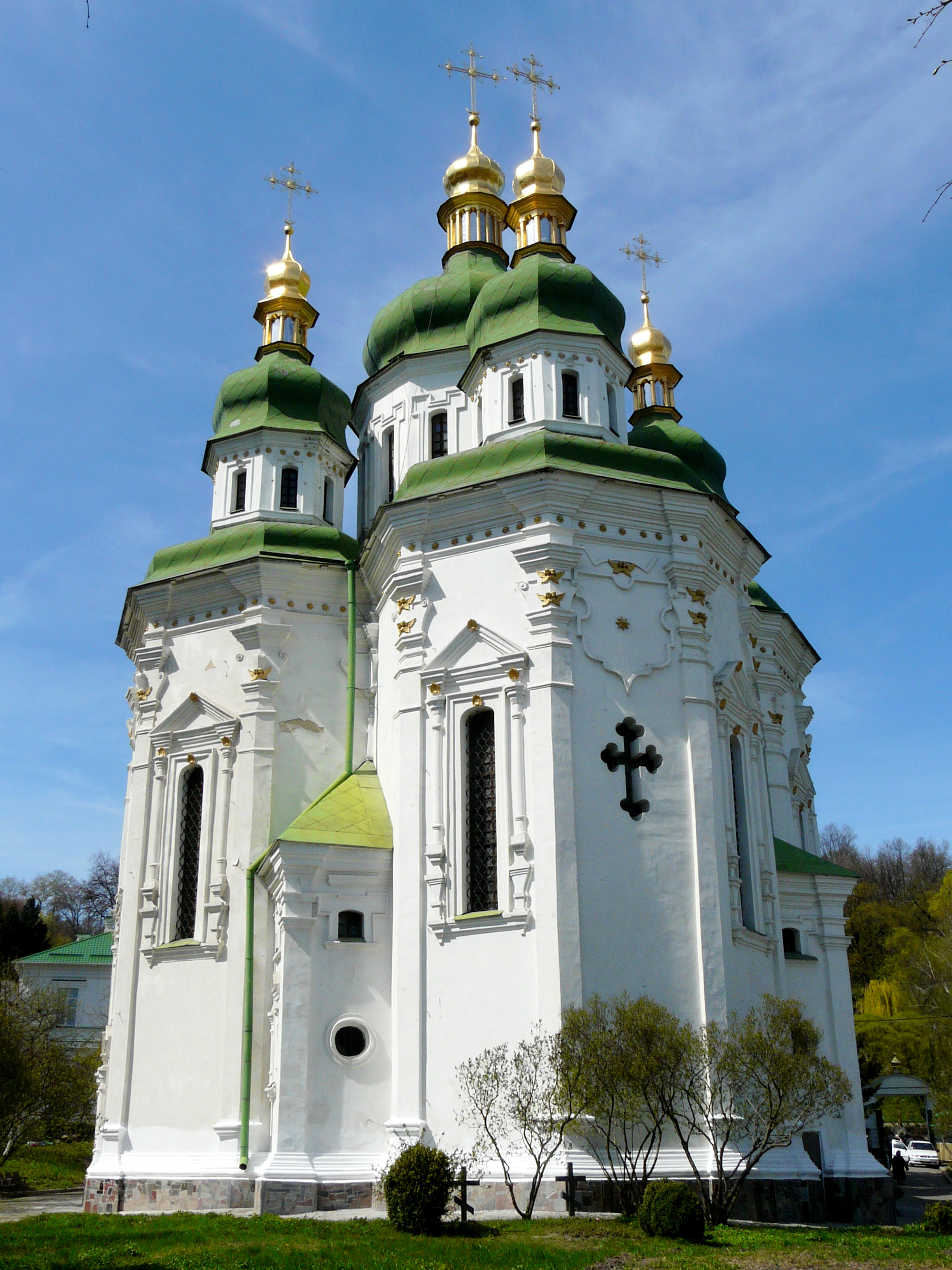
St.-Georgs-Kathedrale des Wydubyzkyj-Klosters, Kiew (1696)

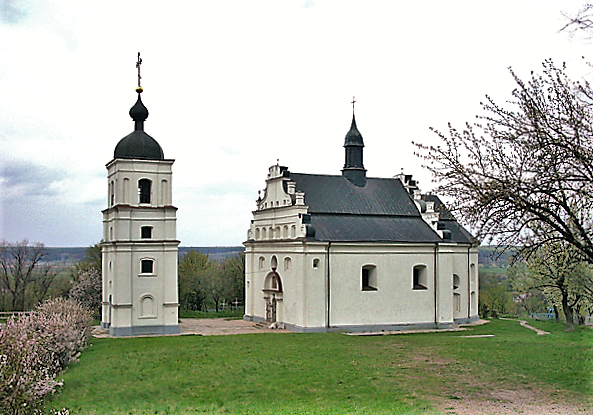
Eine Kirche in Subotiw, dem Geburtsort des ukrainischen Hetman Bohdan Chmelnyzkyj

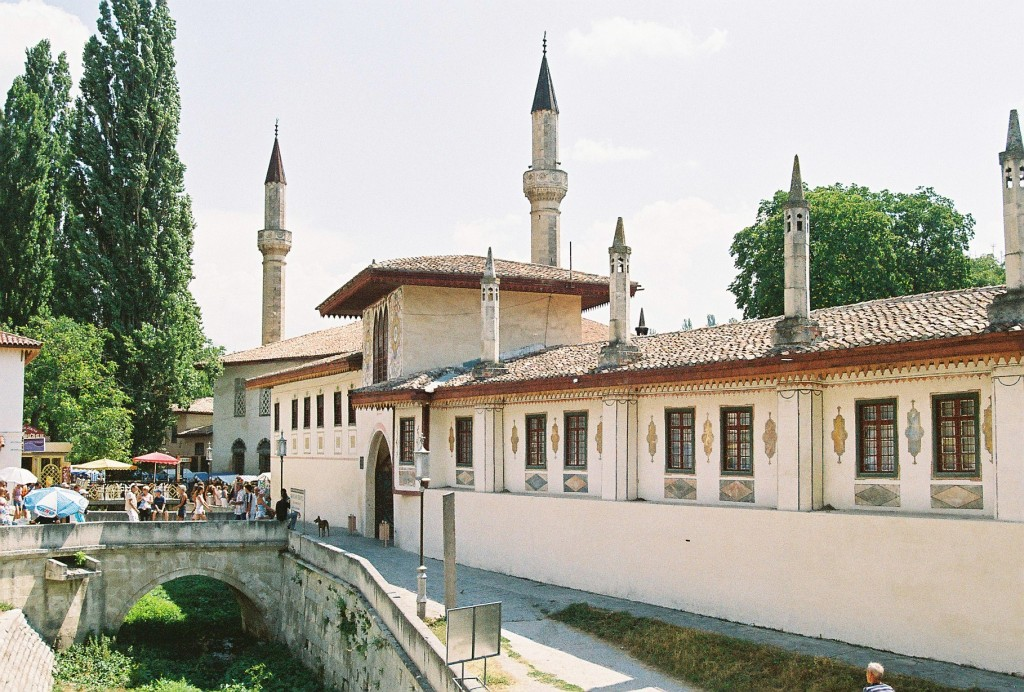
Khanpalast von Bachtschyssaraj

### Ukrainischer Frühbarock
Der ukrainische Barock entstand während der Ära des Hetmanats im 17. und 18. Jahrhundert. Die ukrainische Barockarchitektur, die für die Kosakenaristokratie repräsentativ ist, unterscheidet sich vom westeuropäischen Barock dadurch, dass ihre Entwürfe konstruktiver waren, eine gemäßigtere Ornamentik aufwiesen und eine einfachere Form hatten.
Im 17. und 18. Jahrhundert wurden die meisten mittelalterlichen Kirchen der Rus erheblich umgestaltet und erweitert. Es wurden unter anderem zusätzliche Kirchenkuppeln sowie aufwendige Außen- und Innenverzierungen hinzugefügt.
Berühmte Beispiele der ukrainischen Barockarchitektur sind z. B. der Kiewer Mariä-Himmelfahrt-Komplex, das Wydubyzkyj-Kloster und das Mariä-Entschlafens-Kloster.

### Krimtatarische Architektur
In der Zeit, als die Krim vom Khanat der Krim regiert wurde, entstanden mehrere von islamischen Motiven inspirierte Bauwerke. Das berühmteste war der Bachtschyssaraj-Palast, der von persischen, türkischen und italienischen Architekten gemeinsam entworfen wurde.

### Ukrainischer Spätbarock
- Rekonstruktion der Sophienkathedrale
- Bahnhof Kyjiw-Passaschyrskyj

## Epoche der Kaiserreiche (spätes 18. und frühes 19. Jahrhundert)

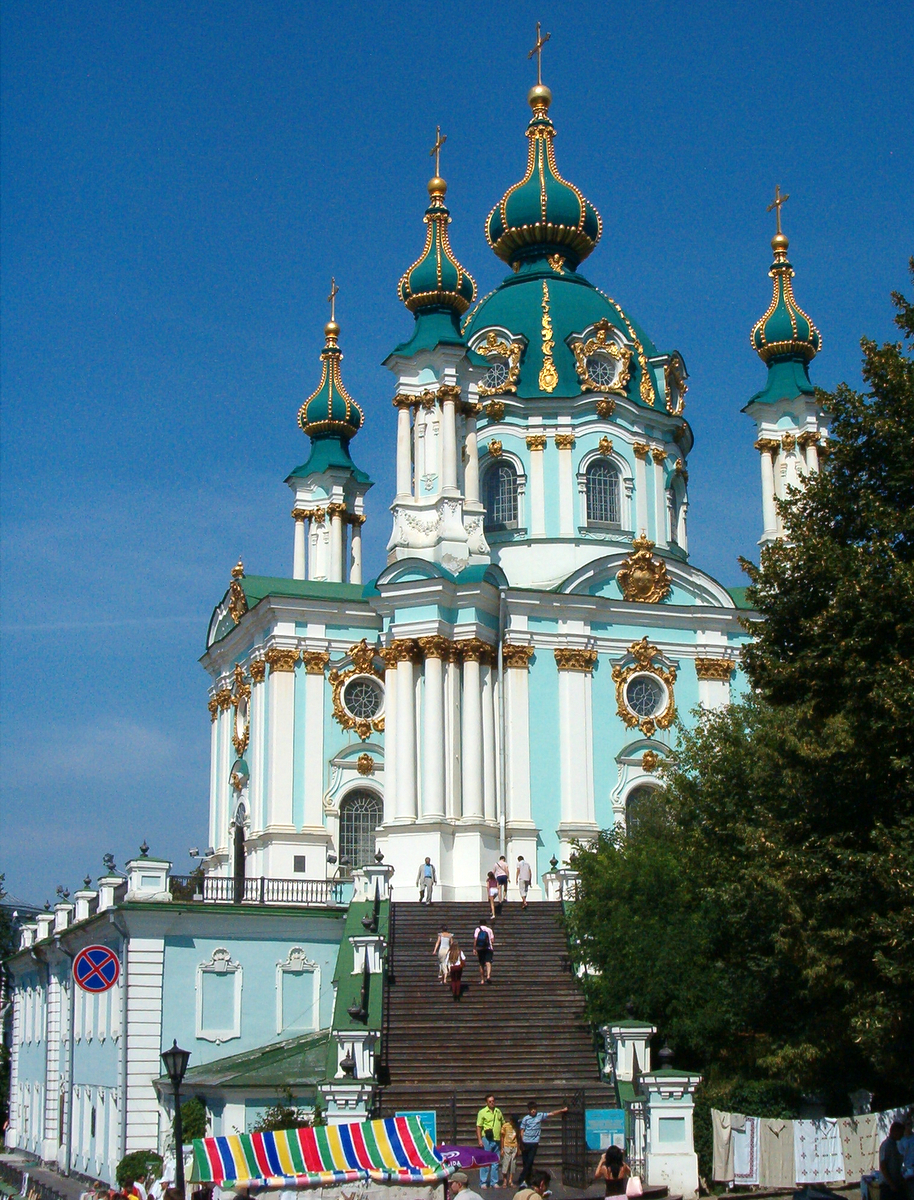
Die St.-Andreas-Kirche, ein berühmtes Beispiel der Barockarchitektur aus dem 18. Jahrhundert

### Russisches Kaiserreich
Mit der zunehmenden Integration der Ost- und Zentralukraine in das Russische Kaiserreich hatten russische Architekten die Möglichkeit, ihre Projekte in der malerischen Landschaft zu verwirklichen, die viele ukrainische Städte und Regionen boten. Die Kiewer St.-Andreas-Kirche (1747–1754), erbaut von Bartolomeo Rastrelli, ist ein bemerkenswertes Beispiel für barocke Architektur, und ihre Lage auf dem Kiewer Berg machte sie zu einem erkennbaren Denkmal der Stadt. Ein ebenso bemerkenswerter Beitrag von Rastrelli war der Marienpalast, der als Sommerresidenz für die russische Kaiserin Elisabeth gebaut wurde.

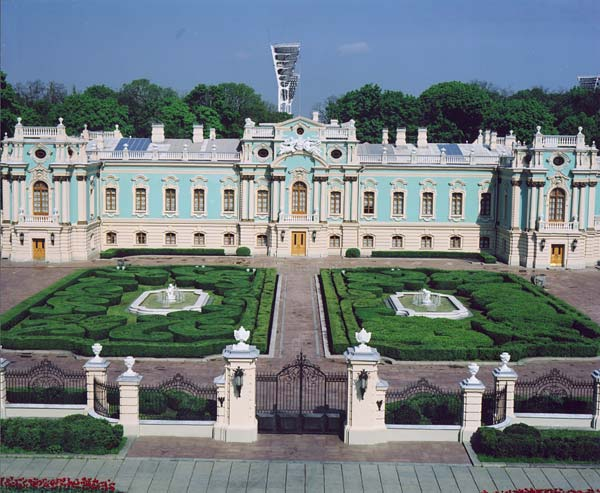
Marienpalast

Während der Herrschaft des letzten Hetman der Ukraine, Kirill Rasumowski, entstanden in vielen Städten des Kosaken-Hetmanats wie z. B. in Hluchiw, Baturyn und Koselez prachtvolle Projekte, die von dem zum Architekten Kleinrusslands ernannten Andrei Kwassow erbaut wurden.

Das Russische Reich, das mehrere Kriege gegen das Osmanische Reich und dessen Vasallen das Krim-Khanat gewonnen hatte, annektierte schließlich den gesamten Süden der Ukraine und die Krim. Nach einer Umbenennung der Region in Neurussland, wurden die Gebiete kolonisiert und neue Städte wie Mykolajiw, Odessa, Cherson und Sewastopol entstanden. In diesen Städten wurden bemerkenswerte Beispiele der kaiserlich-russischen Architektur errichtet. Beispiele für die neoklassizistische Architektur dieser Epoche sind der Kachaniwka-Palast, das Mykolaiwer Observatorium, das Verklärungskloster in Nowhorod-Siwerskyj und das Samtschyki-Gut.

### Österreich-Ungarisches Kaiserreich
In den westlichen Teilen der Ukraine, die einst zur österreichisch-ungarischen Monarchie gehörten, finden sich einige herausragende Beispiele mitteleuropäischer Architektur des 19. Jahrhunderts, wie die Nationaloper Lwiw.

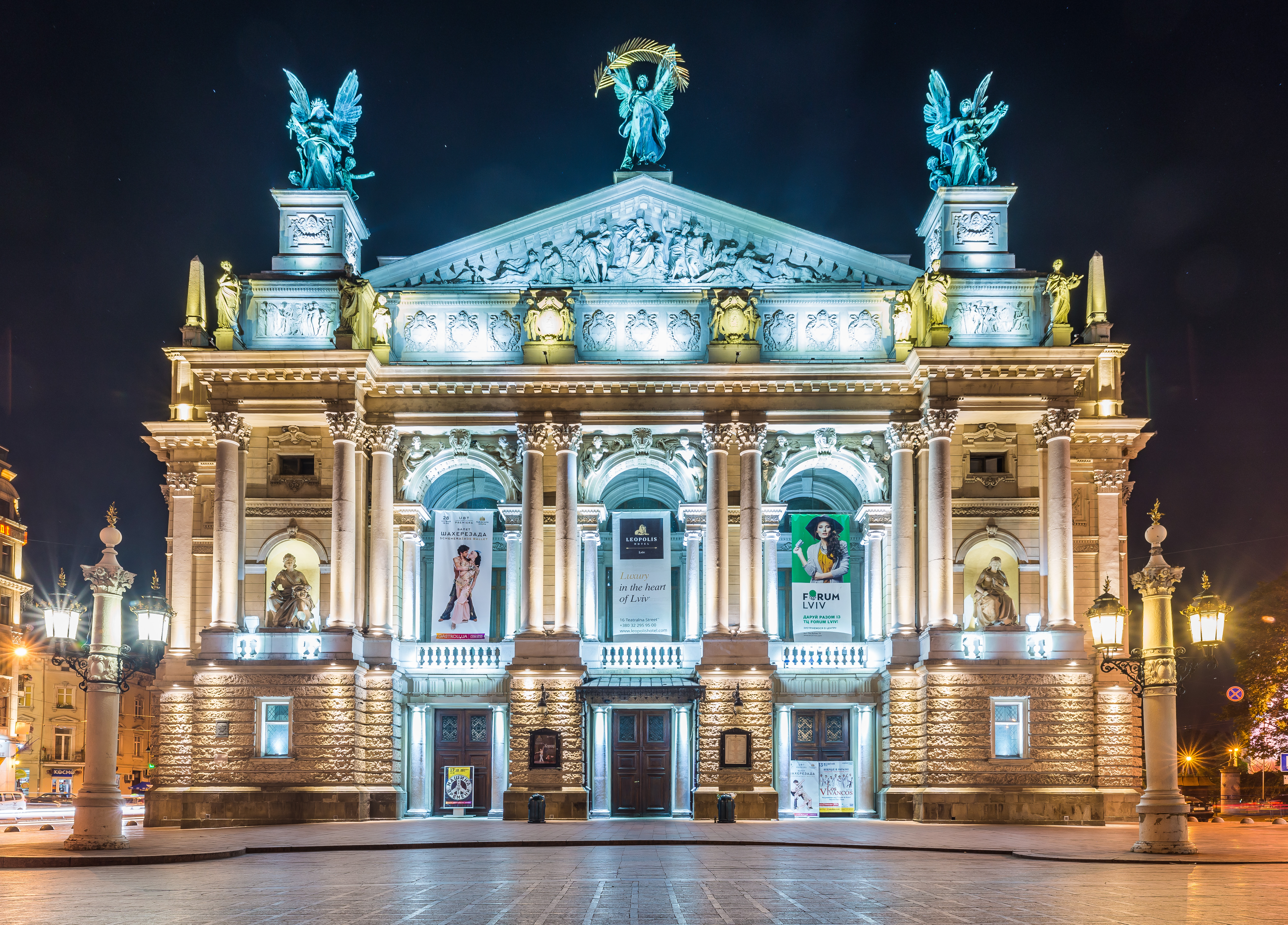
Nationaloper Lwiw

## Traditionelle Architektur
Der Begriff der traditionellen Architektur kann austauschbar mit den Begriffen „volkstümlich“, „gewöhnlich“, „heimisch“ und „vernakulär“ verwendet werden und steht in der Regel am anderen Ende des Spektrums als das professionell von Architekten entworfene Bauwerk. Das Bauwissen in der traditionellen Architektur beruht auf lokalen Traditionen und somit weitgehend auf dem Wissen, das von Generation zu Generation meist mündlich oder teilweise schriftlich weitergegeben wird. Verschiedene Regionen in der Ukraine besaßen ihren eigenen unverwechselbaren Stil der traditionellen Architektur. In den Karpaten und den umliegenden Vorgebirgen beispielsweise sind Holz und Lehm die wichtigsten traditionellen Baumaterialien.
Für die Bewahrung dieser traditionellen Bauarten der Ukraine setzen sich mehrere Einrichtungen ein z. B. das Museum der Volksarchitektur und Lebensweise am mittleren Dnepr in Perejaslaw oder auch das Museum für Volksarchitektur und Brauchtum der Ukraine im Rajon Holossijiw, Kiew. Das Museum der Volksarchitektur und Lebensweise am mittleren Dnepr beherbergt so zum Beispiel: 13 verschiedene Themenmuseen, 122 Beispiele nationaler Architektur und über 30.000 historische Kulturgüter.
Beispiele ukrainischer Architektur

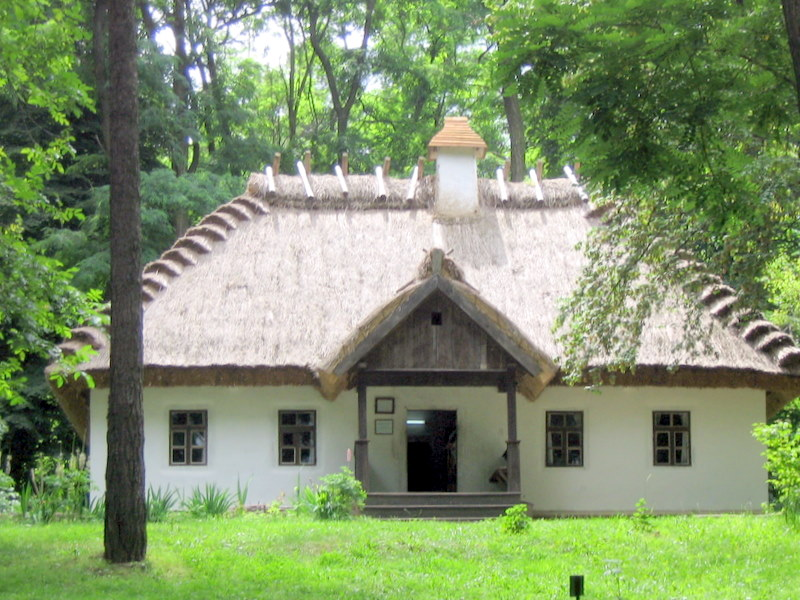
Taras’ Hütte auf dem Taras-Hügel bei Kaniw
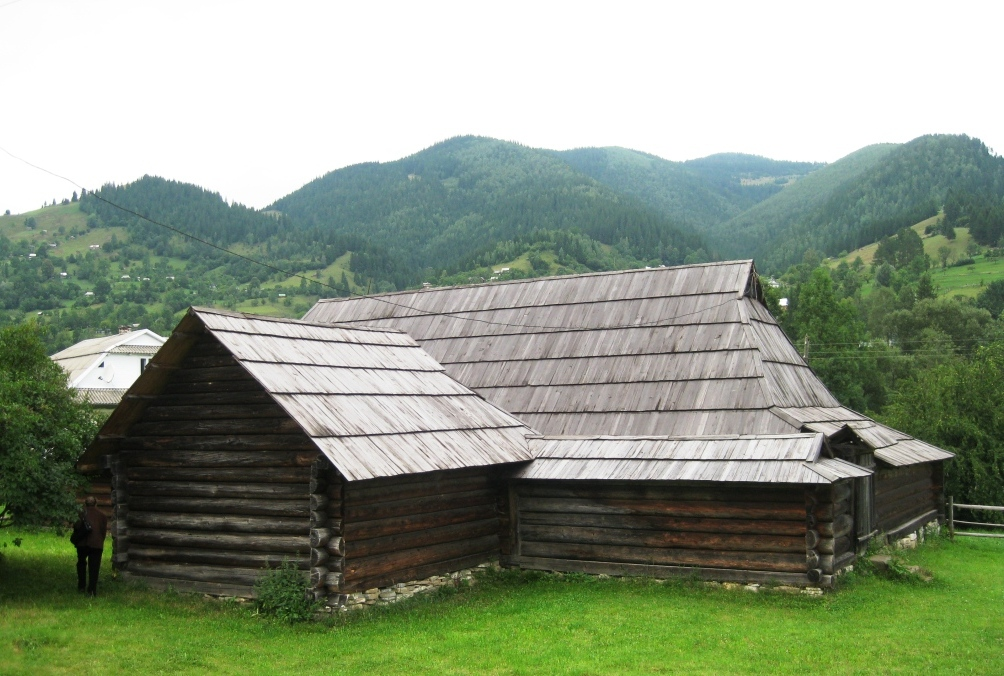
Huzulen-Haus in Kryworiwnja
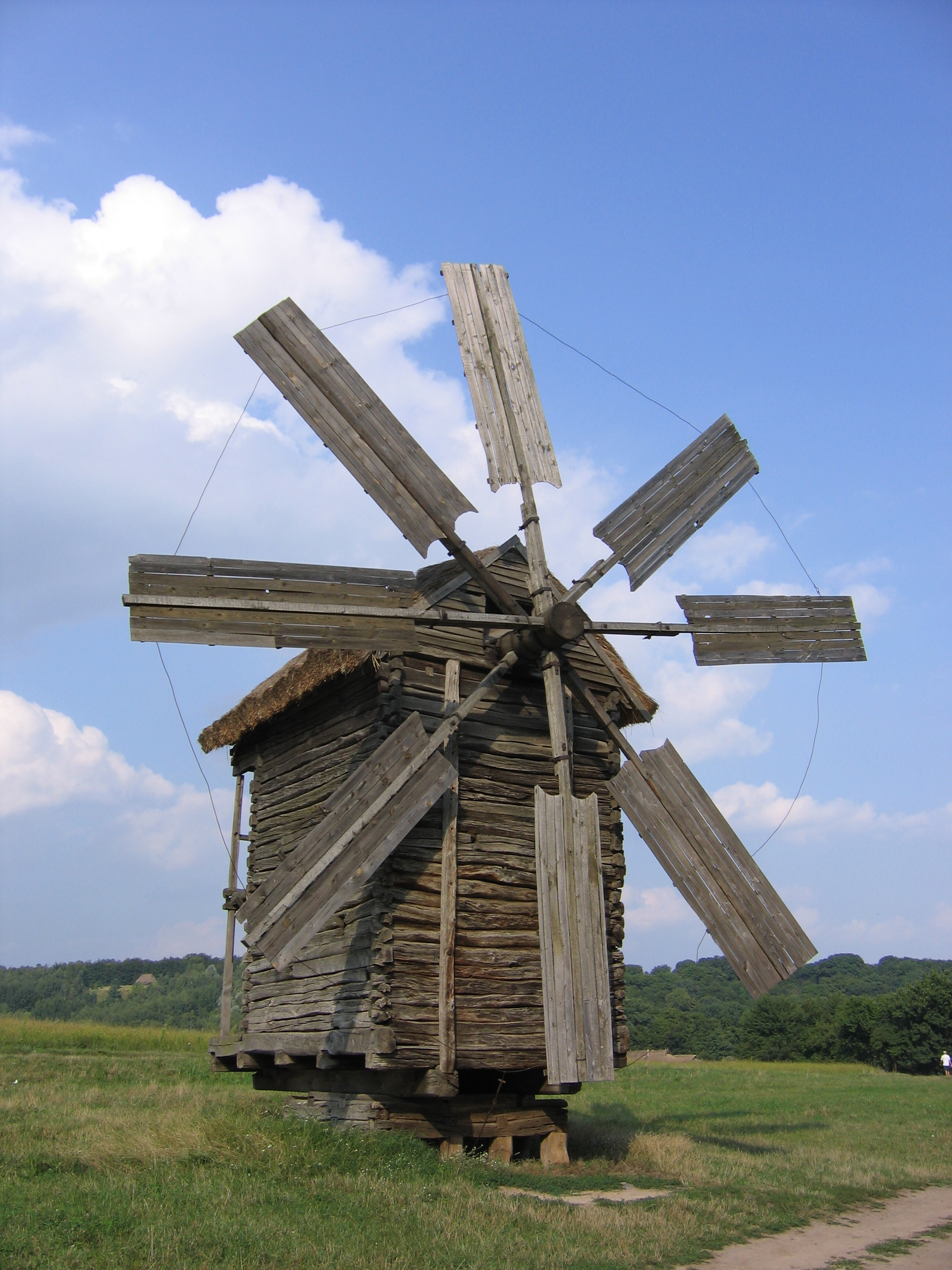
Windmühle in Kudrjawe (Tschernetschtschyna)
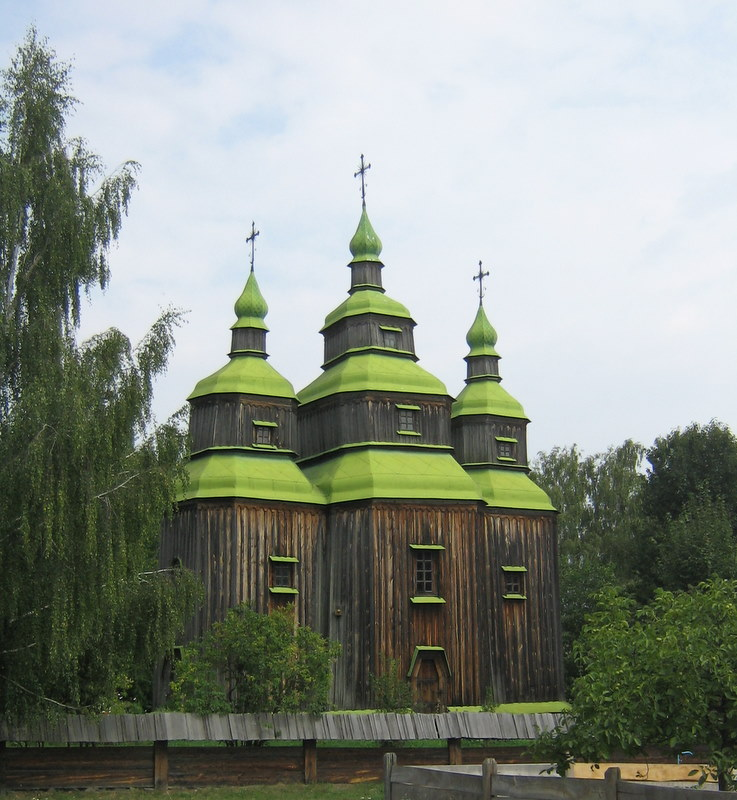
Paraskewa-Pjatnyza-Kirche in Sarubynzi (Monastyryschtsche)
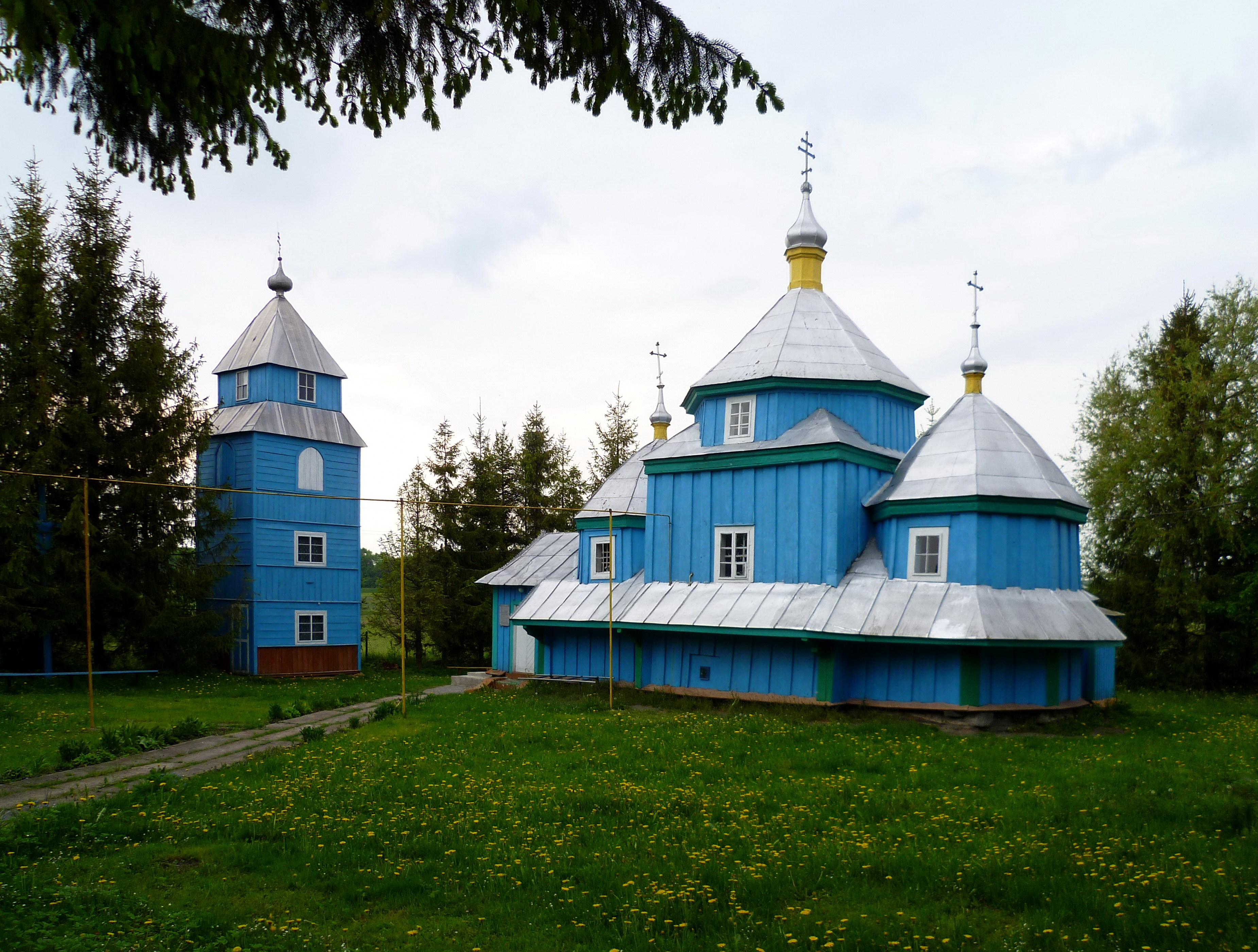
St.-Nikolaus-Kirche in Borotschytsche (Rajon Horochiw)
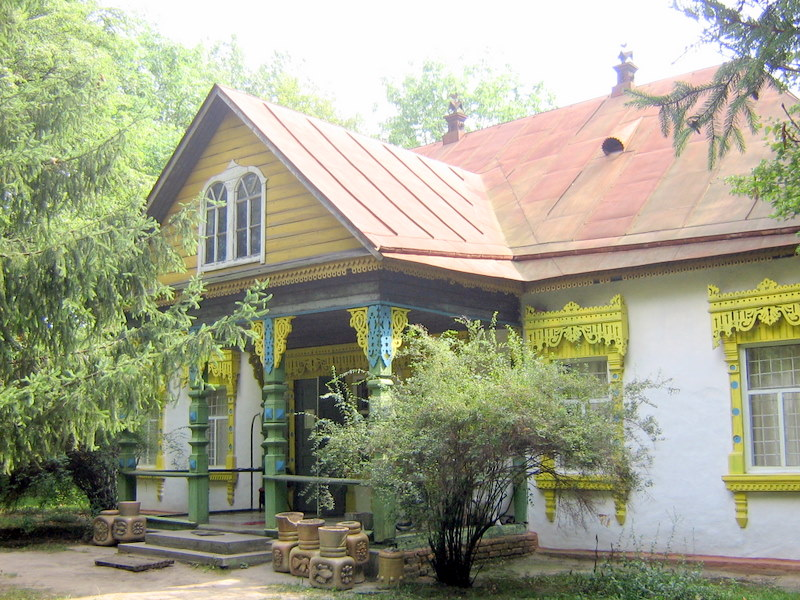
Museum für dekorative Oberflächengestaltung in Perejaslaw
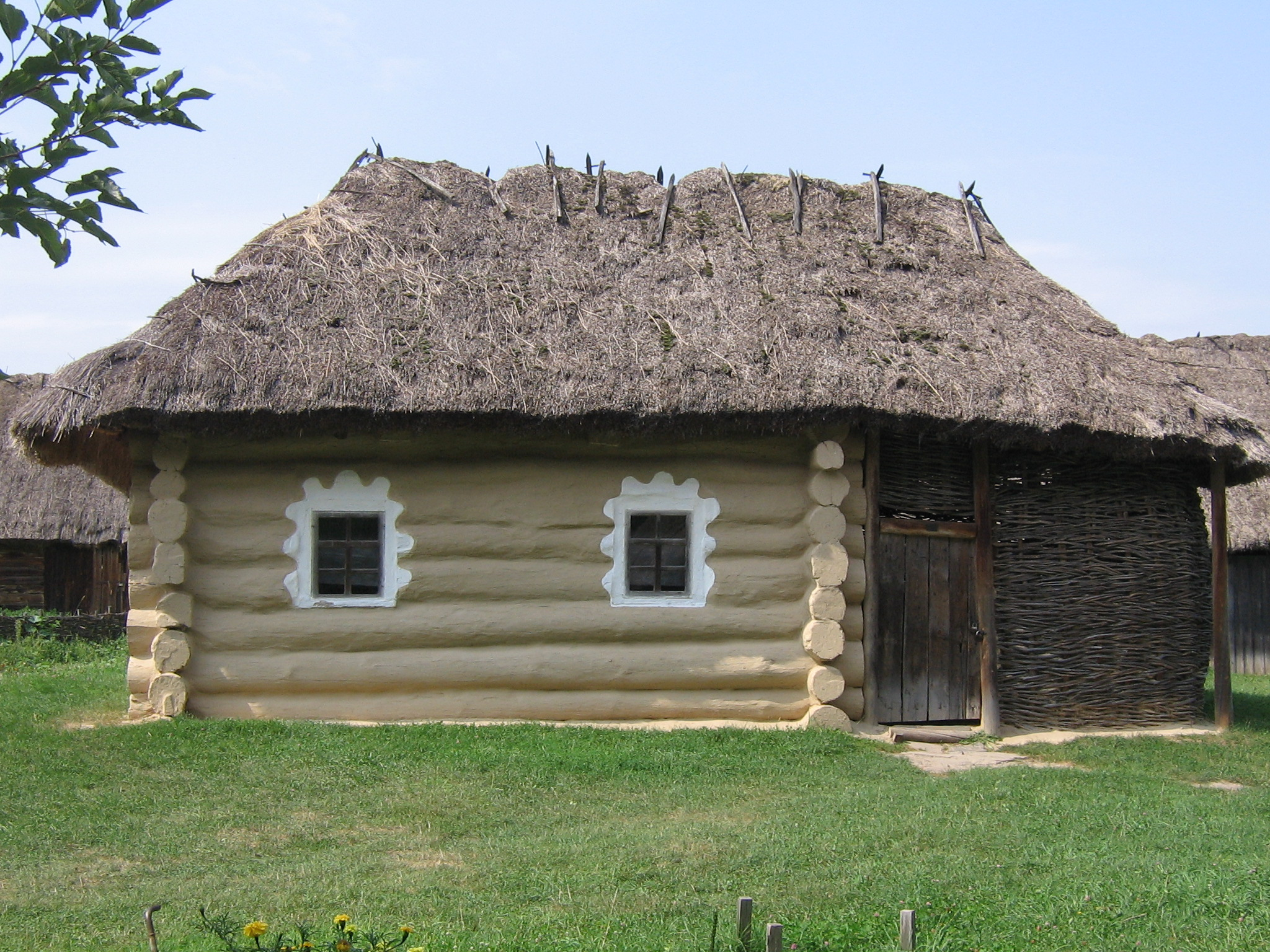
Blockhaus in Mamekyne (Rajon Nowhorod-Siwerskyj)
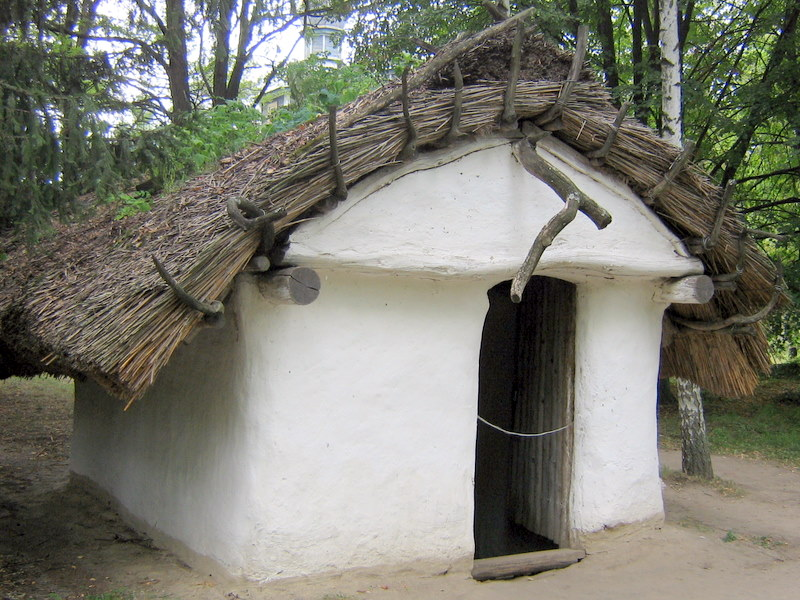
Haus aus dem 11. Jahrhundert in Sosnowa (Studenyky)

### Holzkirchen in der Westukraine

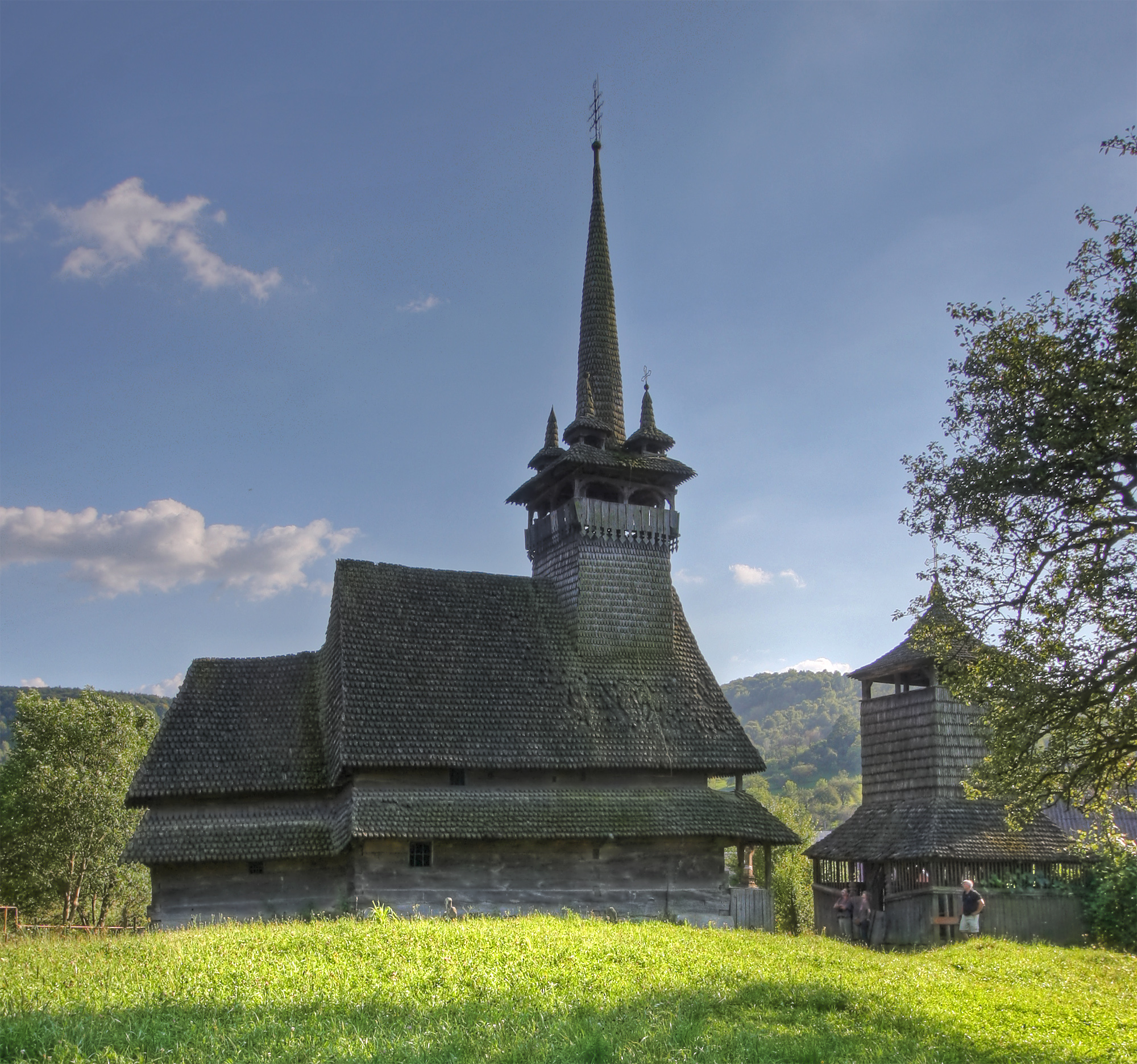
St.-Paraskeva-Kirche, Oblast Transkarpatien
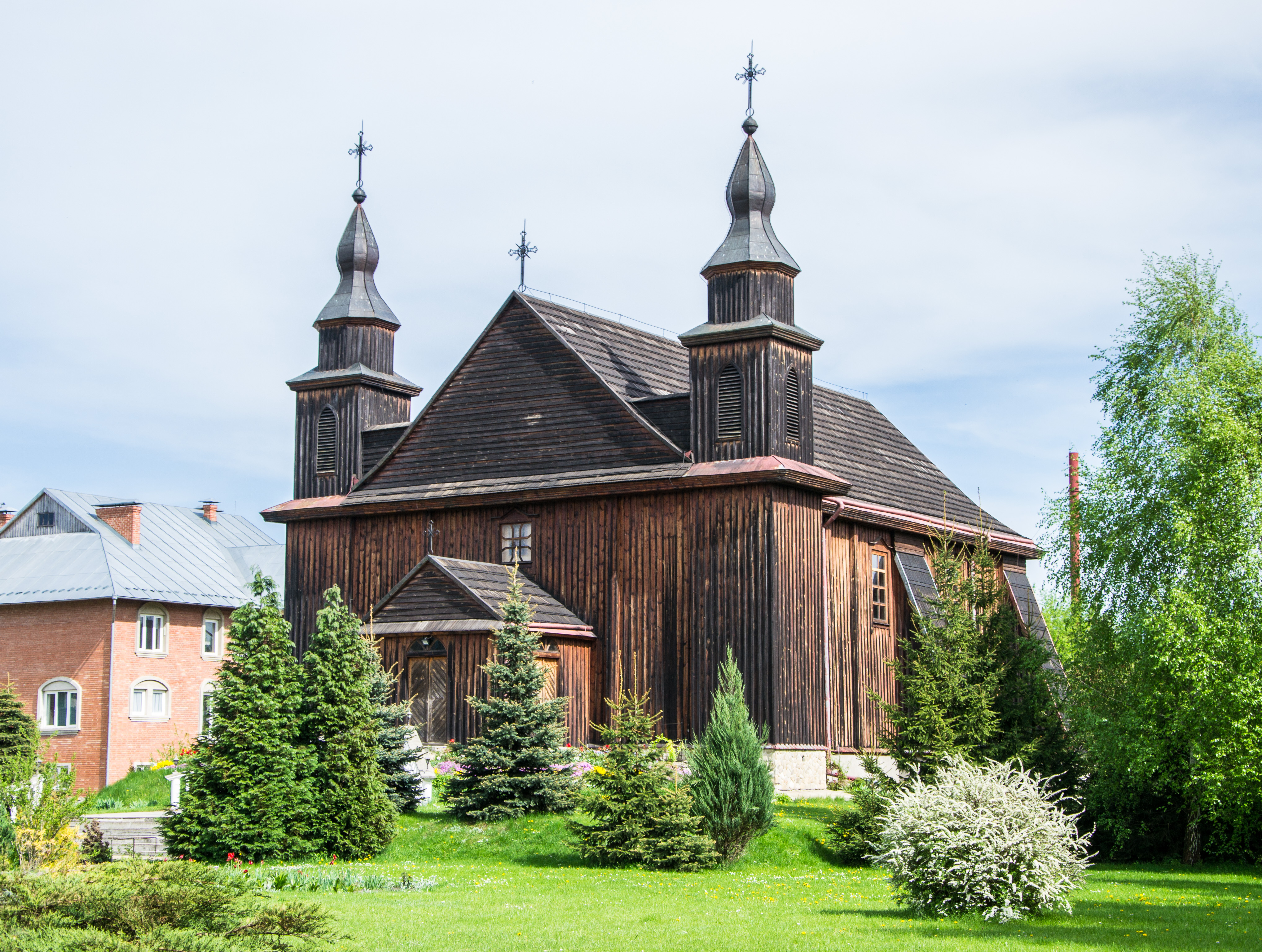
St.-Anna-Kirche, Kowel
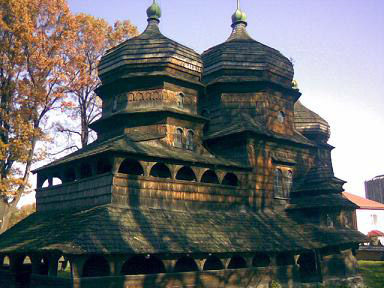
Georgskirche, Drohobytsch
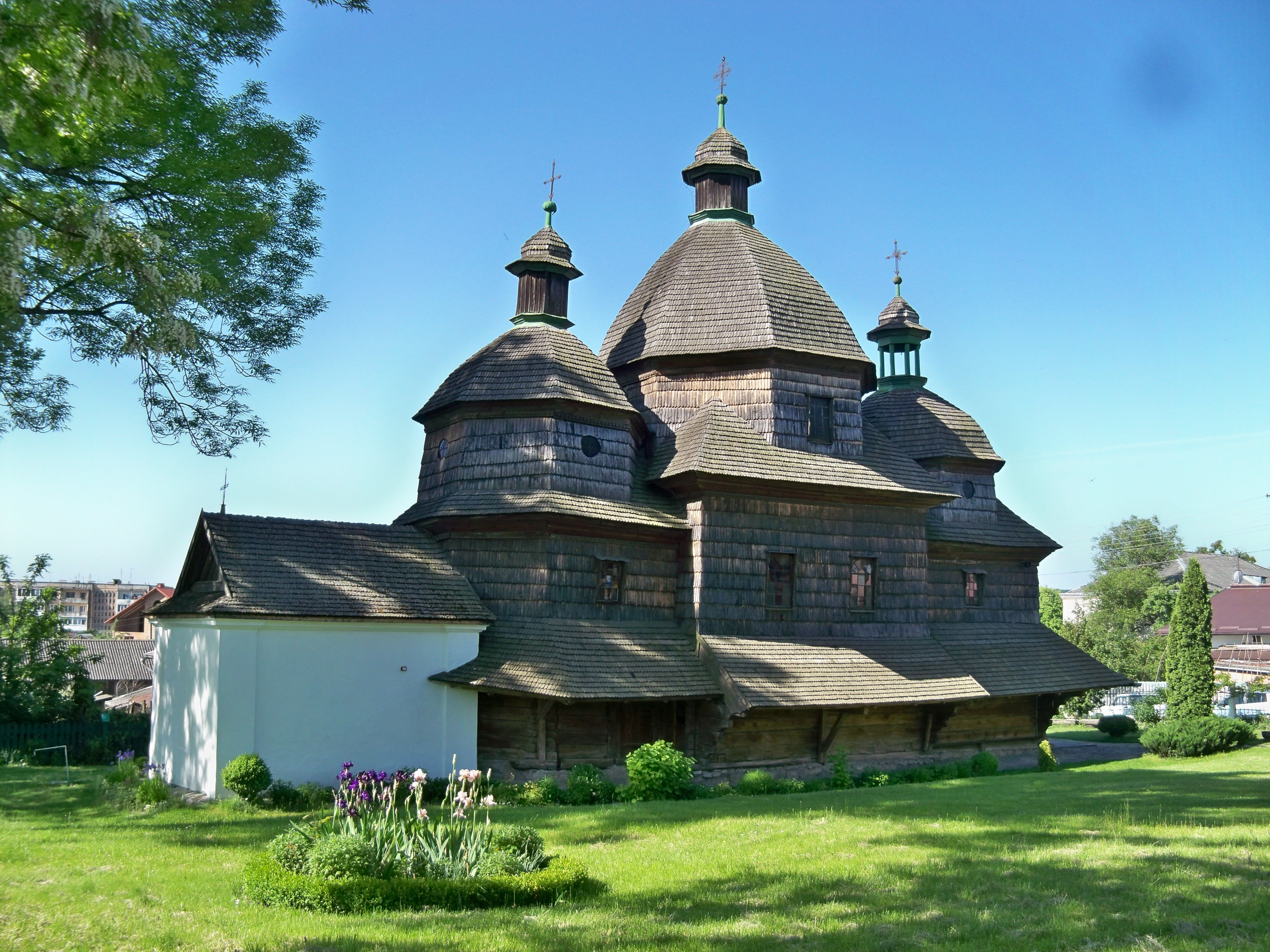
Dreifaltigkeitskirche, Schowkwa

## Architektur des späten 19. und frühen 20. Jahrhunderts

### Zentral- und Südukraine
- Ginzburg-Haus in Kiew
- Haus mit den Chimären in Kiew
- Rus-Byzantium in der Ukraine (Wladimirkathedrale) in Kiew
- Nationaloper der Ukraine in Kiew
- Regionalmuseum Poltawa
- Historisches Zentrum von Odessa – UNESCO-Weltkulturerbe

### Westukraine
- Historisches Zentrum von Lwiw – UNESCO-Weltkulturerbe
- Gebäude der Czernowitzer Universität – UNESCO-Weltkulturerbe
- Bahnhof Lwiw

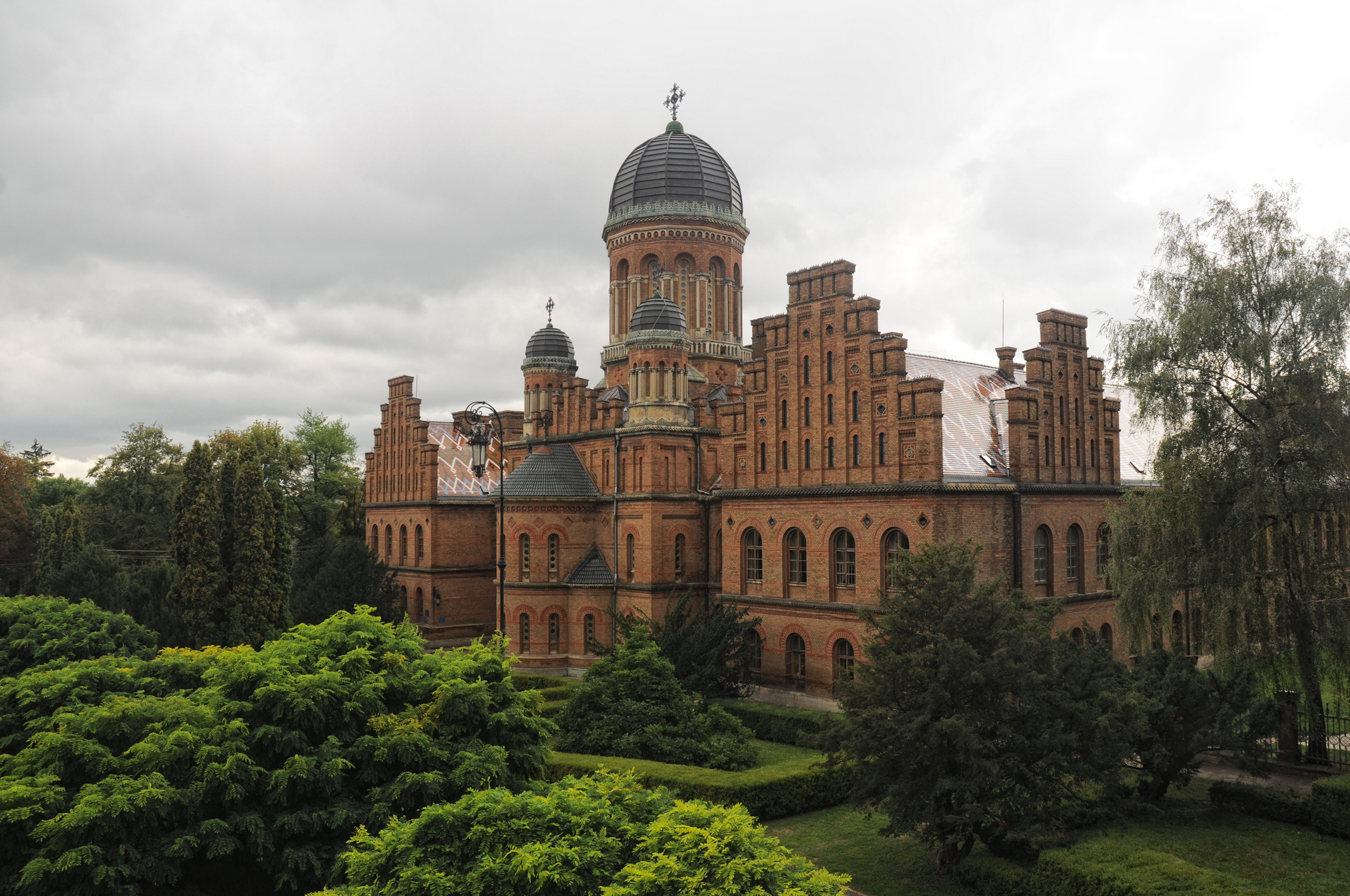
Residenz der bukowinischen und dalmatinischen Metropoliten
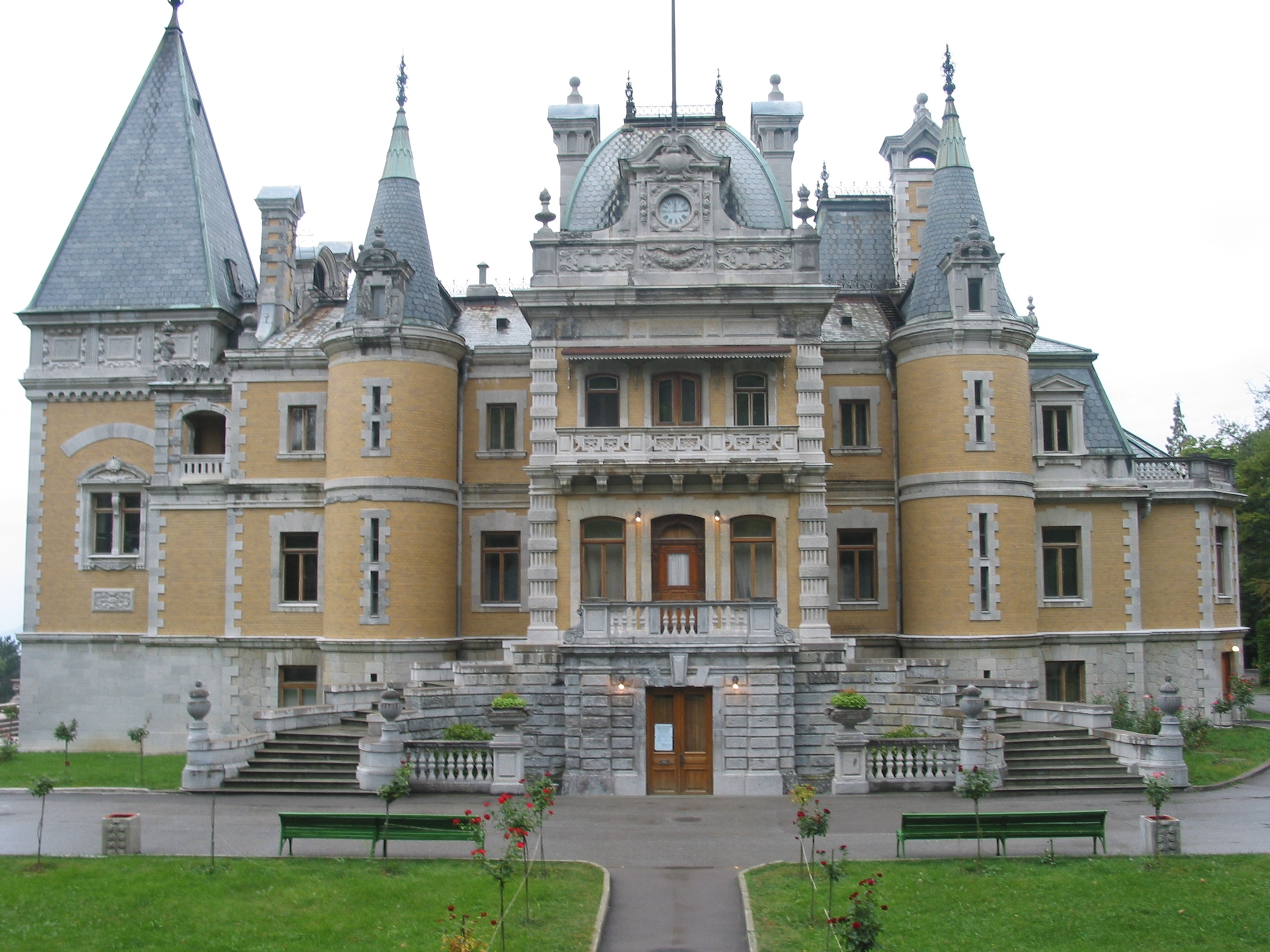
Massandra Palast
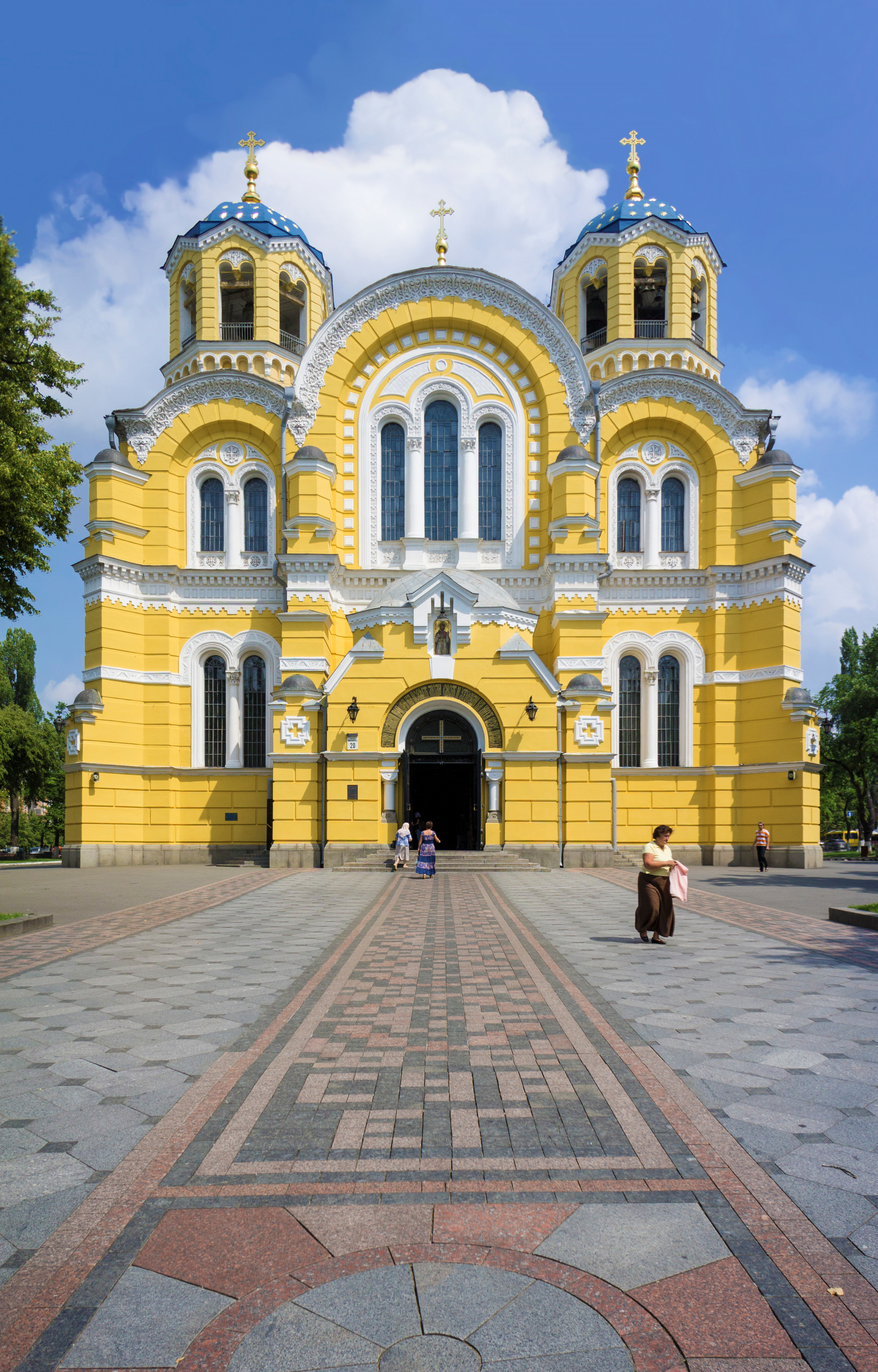
Wladimirkathedrale
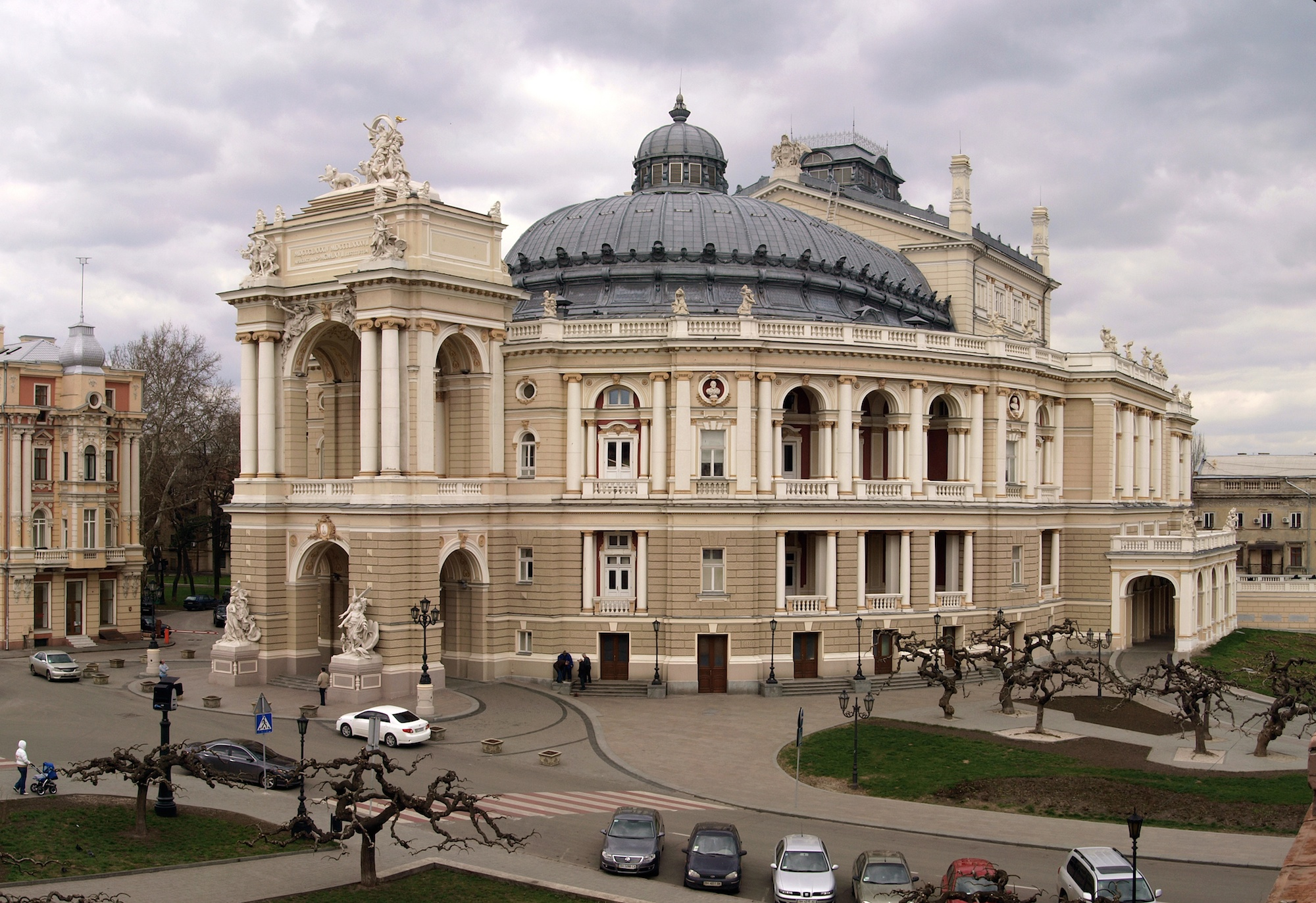
Opernhaus Odessa
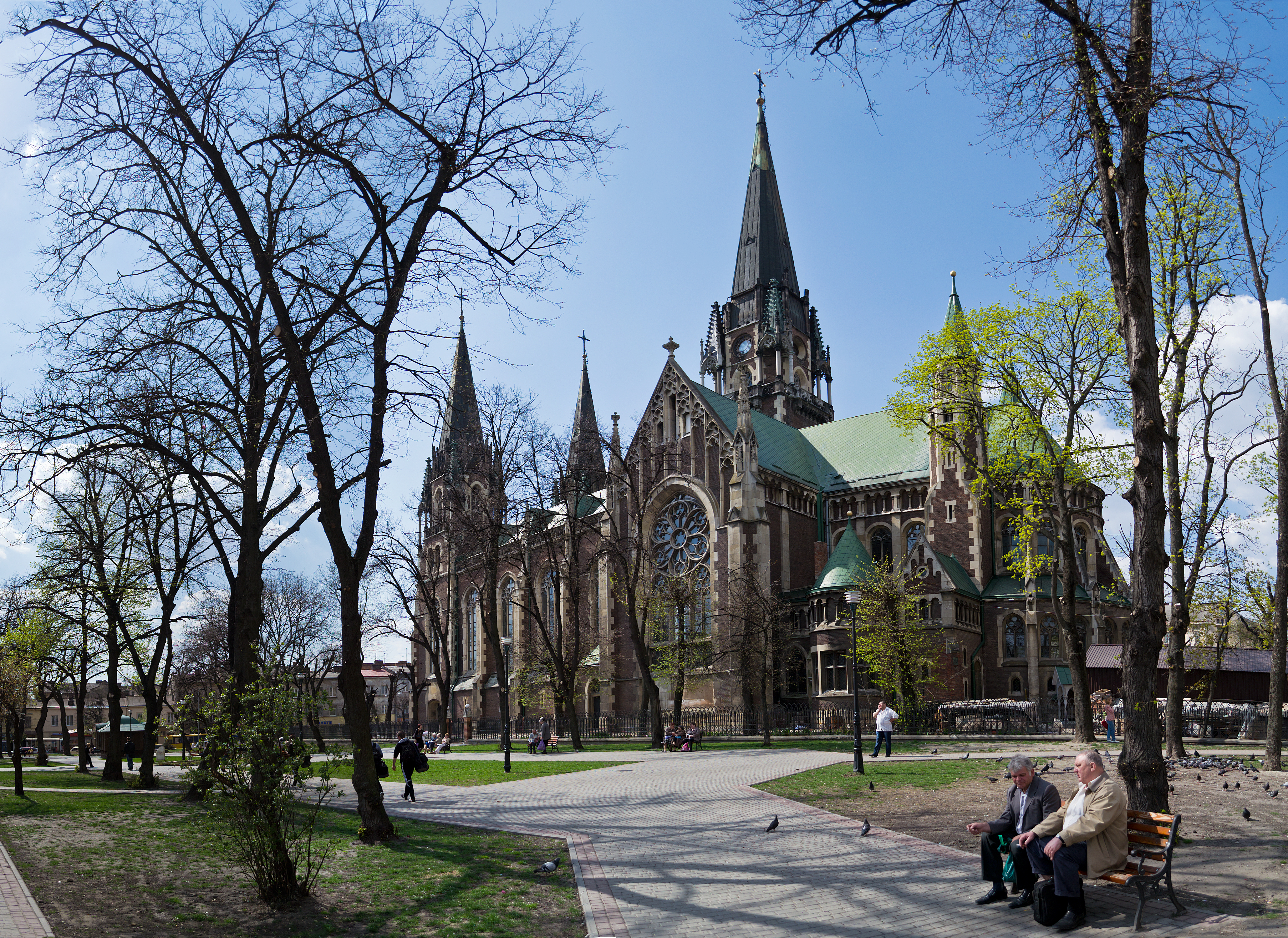
Kirche der Heiligen Olha und Elisabeth, Lwiw
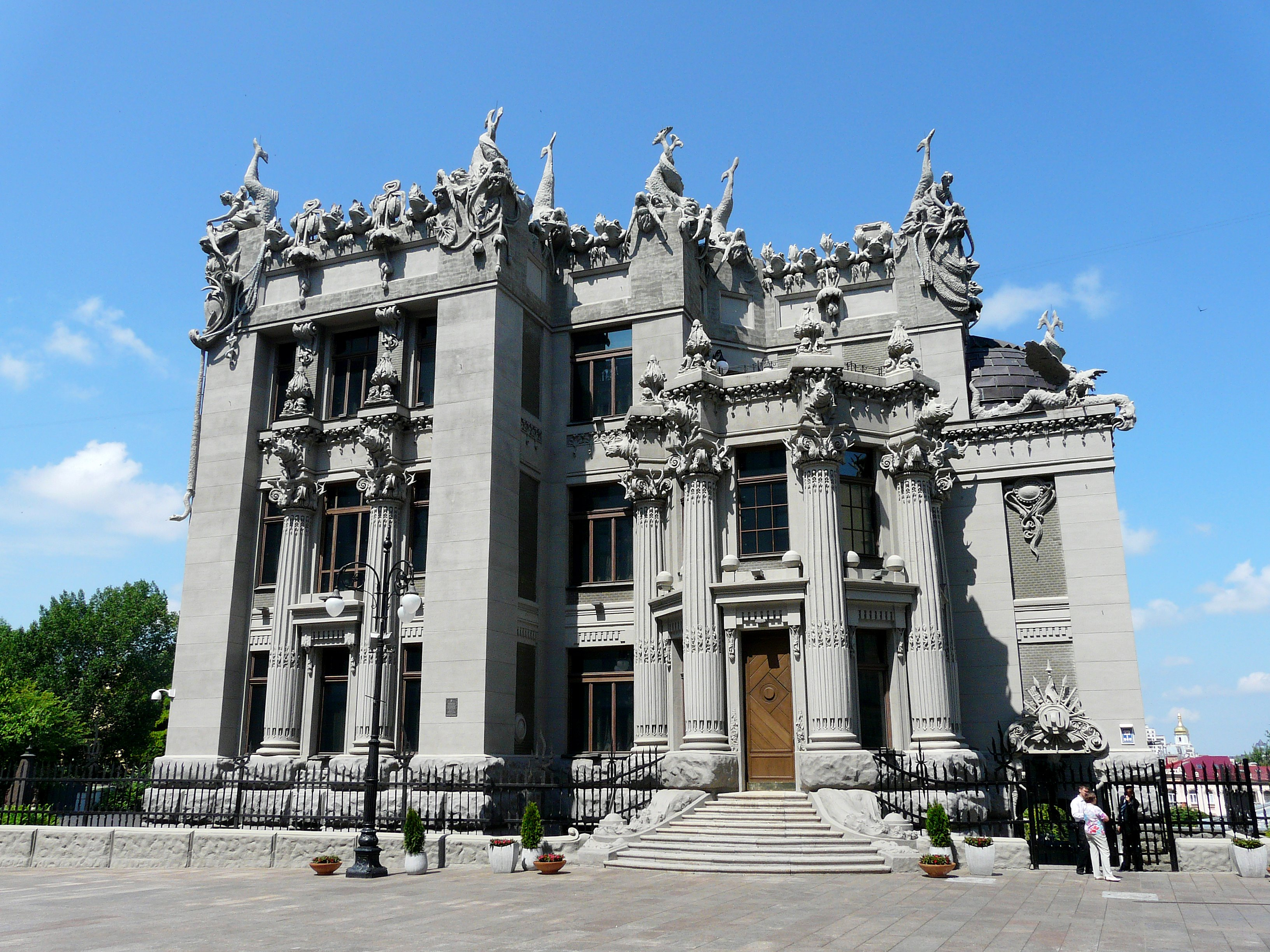
Haus mit den Chimären
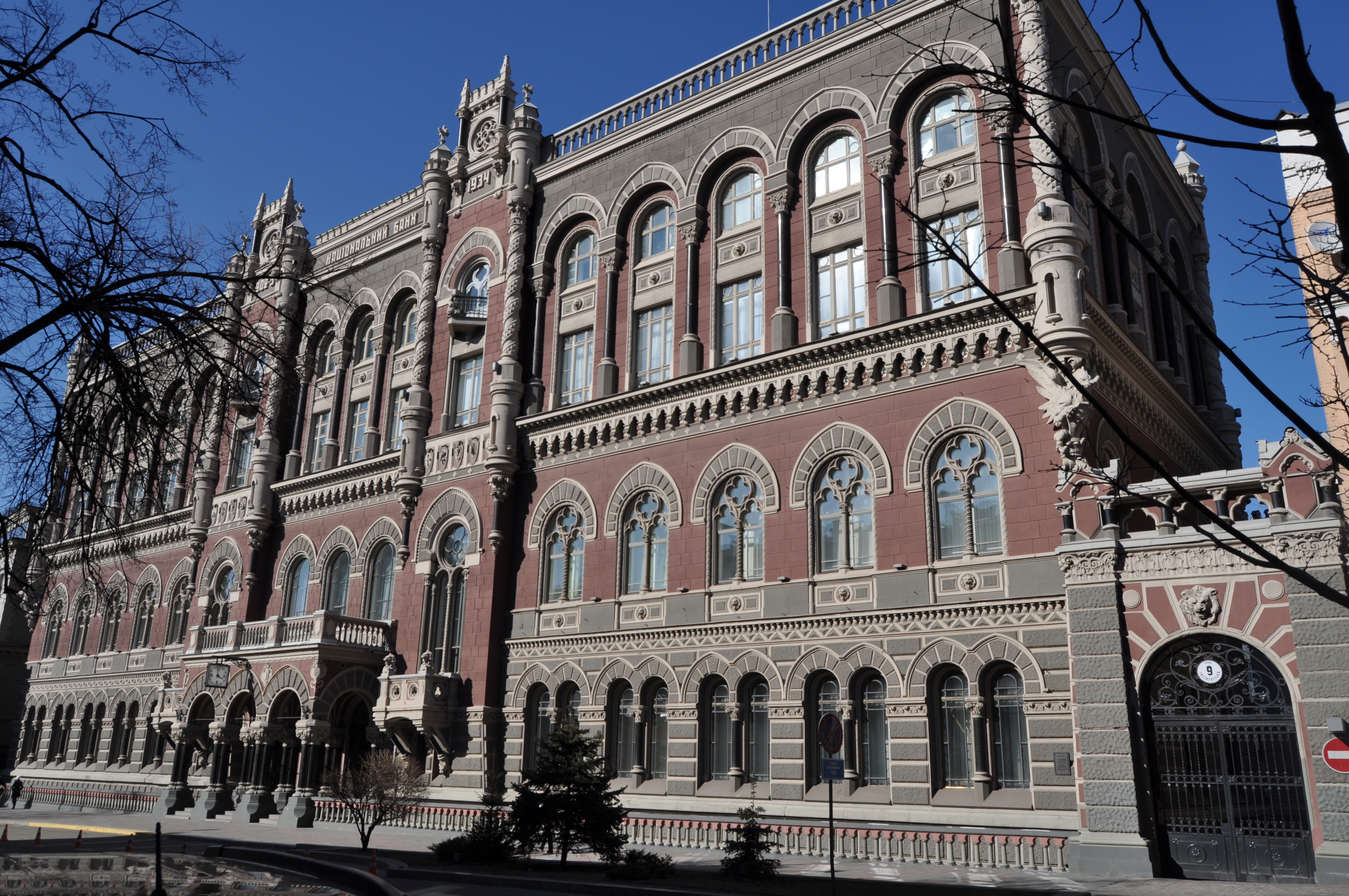
Das Gebäude der Nationalbank der Ukraine
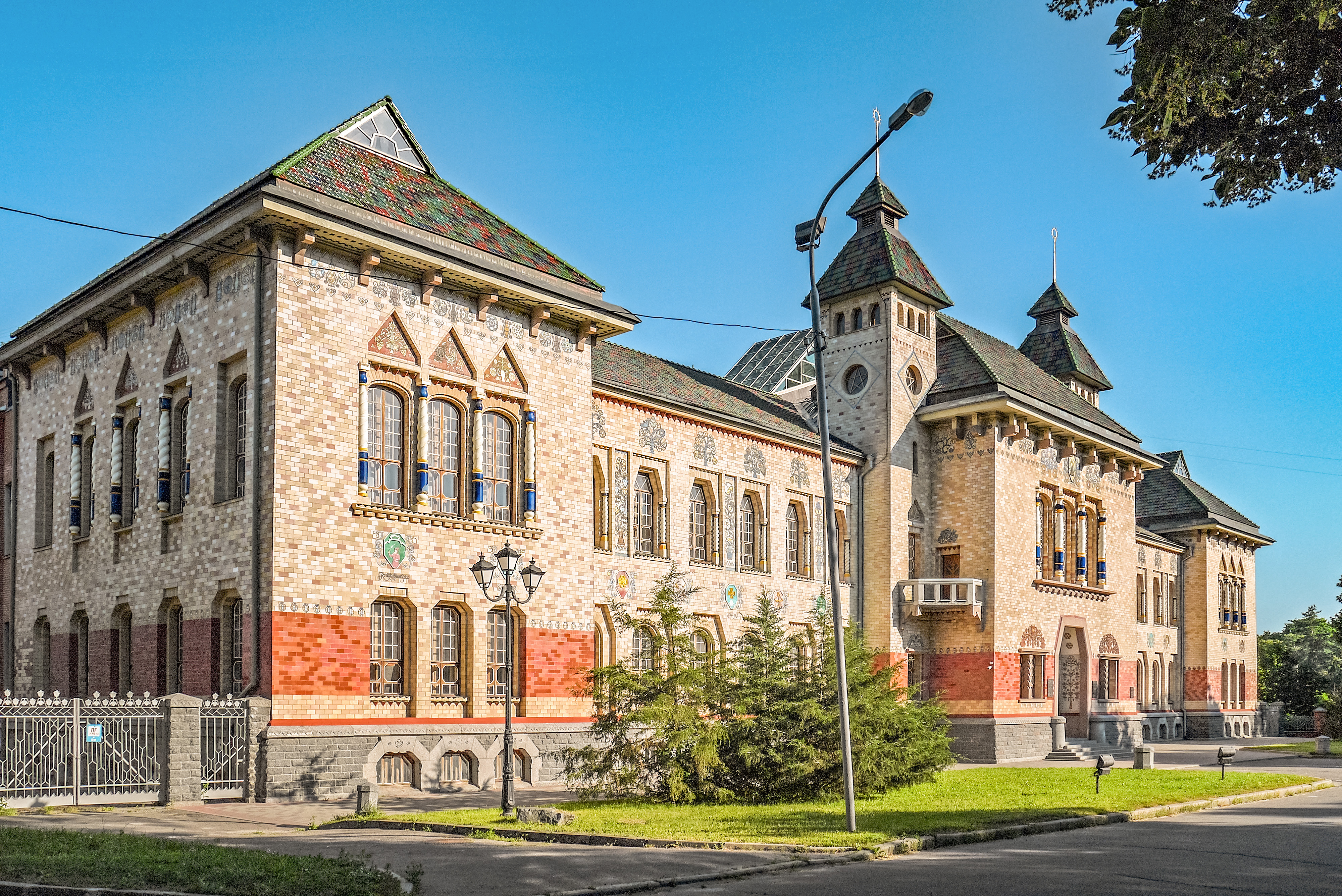
Regionalmuseum Poltawa

## Ära der Sowjetunion (1917–1991)
Nach der Oktoberrevolution und dem russischen Bürgerkrieg, an dem auch die Ukraine beteiligt war, wurde der größte Teil des ukrainischen Territoriums in die neue kommunistische Ukrainische SSR eingegliedert. Zum ersten Mal wurden die Ukrainer als Nation anerkannt, und infolgedessen wurden große Anstrengungen unternommen, einen eigenen ukrainischen Architekturstil zu entwickeln.

### Hauptstadt: Charkiw (1917–1934)

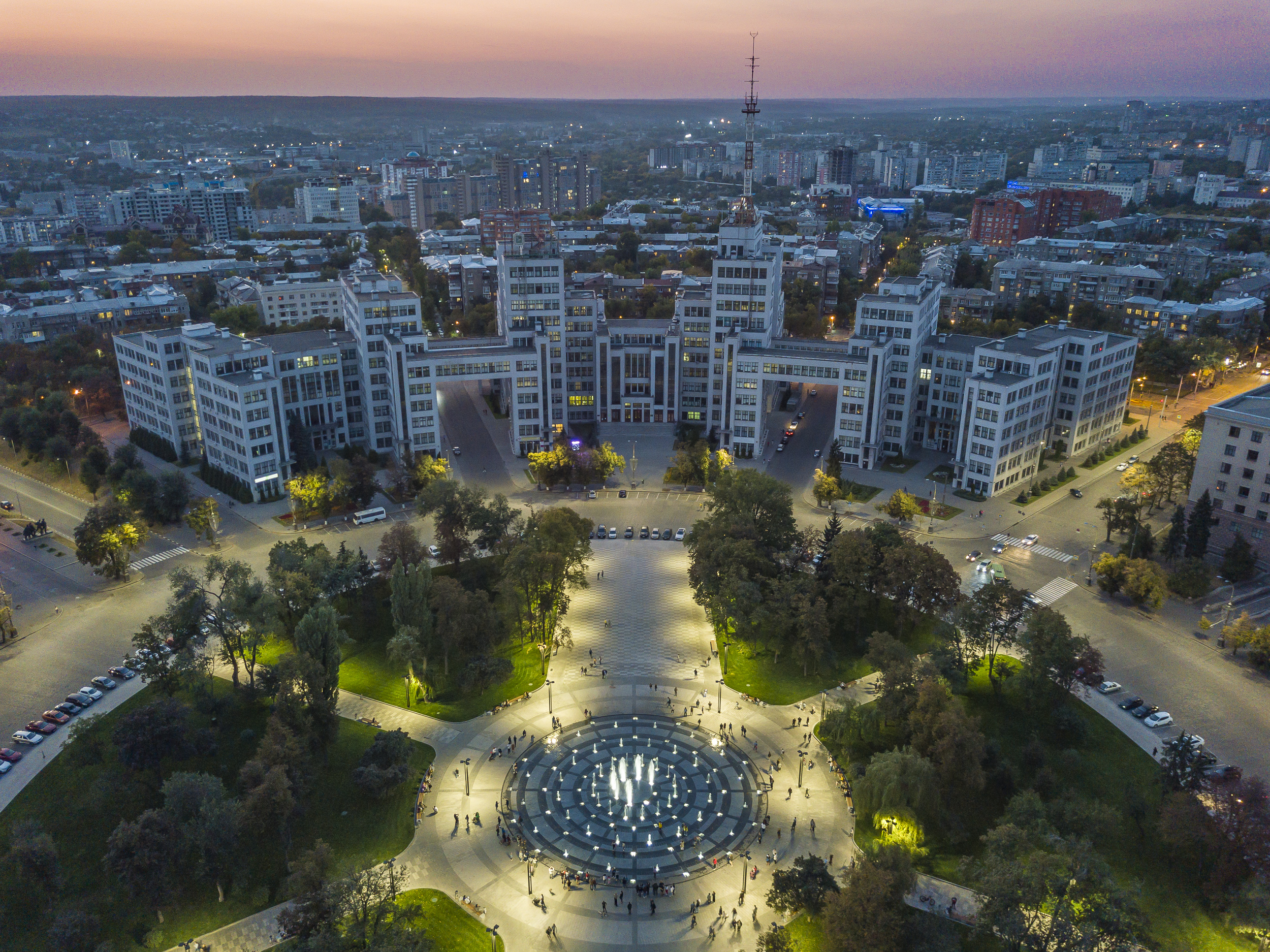
Der riesige Freiheitsplatz in Charkiw vereint frühe konstruktivistische und spätere stalinistische Merkmale. Er war das erste große Architekturprojekt der Sowjetukraine.

In den ersten Jahren der sowjetischen Herrschaft wurden viele ukrainische Architekten durch die Ukrainisierungspolitik ermutigt, nationale Motive zu verwenden, die nur in der Ukraine vorkommen. Gleichzeitig wurde die Architektur standardisiert und alle Städte erhielten allgemeine Bebauungspläne, nach denen sie bebaut werden sollten. Die nationalen Motive wurden jedoch nicht aufgegriffen, da sich der Konstruktivismus als neue Hauptarchitekturform innerhalb der Führungsriege der Ukrainischen Sowjetrepublik etablierte.
In der sowjetischen Ukraine war die Hauptstadt in den ersten 15 Jahren die östliche Stadt Charkiw. Sofort wurde ein großes Projekt entwickelt, um das bürgerlich-kapitalistische Gesicht der Stadt zu „zerstören“ und ein neues, sozialistisches zu schaffen. Ein talentierter junger Architekt, Wiktor Trozenko, schlug einen großen zentralen Platz mit großen modernen Gebäuden vor, der zum zentralen Mittelpunkt der Hauptstadt werden sollte. So entstand in den Jahren von 1926 bis 1931 der Dserschinskij-Platz (heute Platz der Freiheit), der ein Beispiel konstruktivistischer Architektur in der UdSSR und im Ausland werden sollte. Mit einer Gesamtfläche von 11,6 ha ist er heute der drittgrößte Platz der Welt.
Das berühmteste von allen war das massive Derschprom-Gebäude (1925–1928), das nicht nur zu einem Symbol für Charkiw, sondern für den Konstruktivismus im Allgemeinen wurde. Das von den Architekten Sergei Serafimow, Samuil Krawez und Mark Felger errichtete Gebäude wurde in nur drei Jahren zum höchsten Bauwerk Europas und zeichnet sich durch eine Symmetrie aus, die nur an einem Punkt, nämlich in der Mitte des Platzes, zu spüren ist. Als Tribut an die Ingenieurskunst der Technischen Universität von Charkiw war keiner der Versuche, das Gebäude während des Zweiten Weltkriegs zu sprengen erfolgreich und es ist bis heute das Symbol von Charkiw geblieben.
Andere Beispiele auf dem Platz hatten jedoch weniger Glück. So war das Schicksal des Hauses der Projekte (der heutigen Universität Charkiw), das ebenfalls von Serafimow entworfen und zur Symmetrierung des Derzhprom auf der Krümmung des Platzes gebaut wurde. Es stellte ebenfalls eine monumentale Leistung des Konstruktivismus dar. Während des Krieges wurde es jedoch schwer beschädigt und in einem halbstalinistischen Stil wiederaufgebaut, bei dem nur wenig vom ursprünglichen Gebäude erhalten blieb.

### Hauptstadt: Kiew (1934–1991)

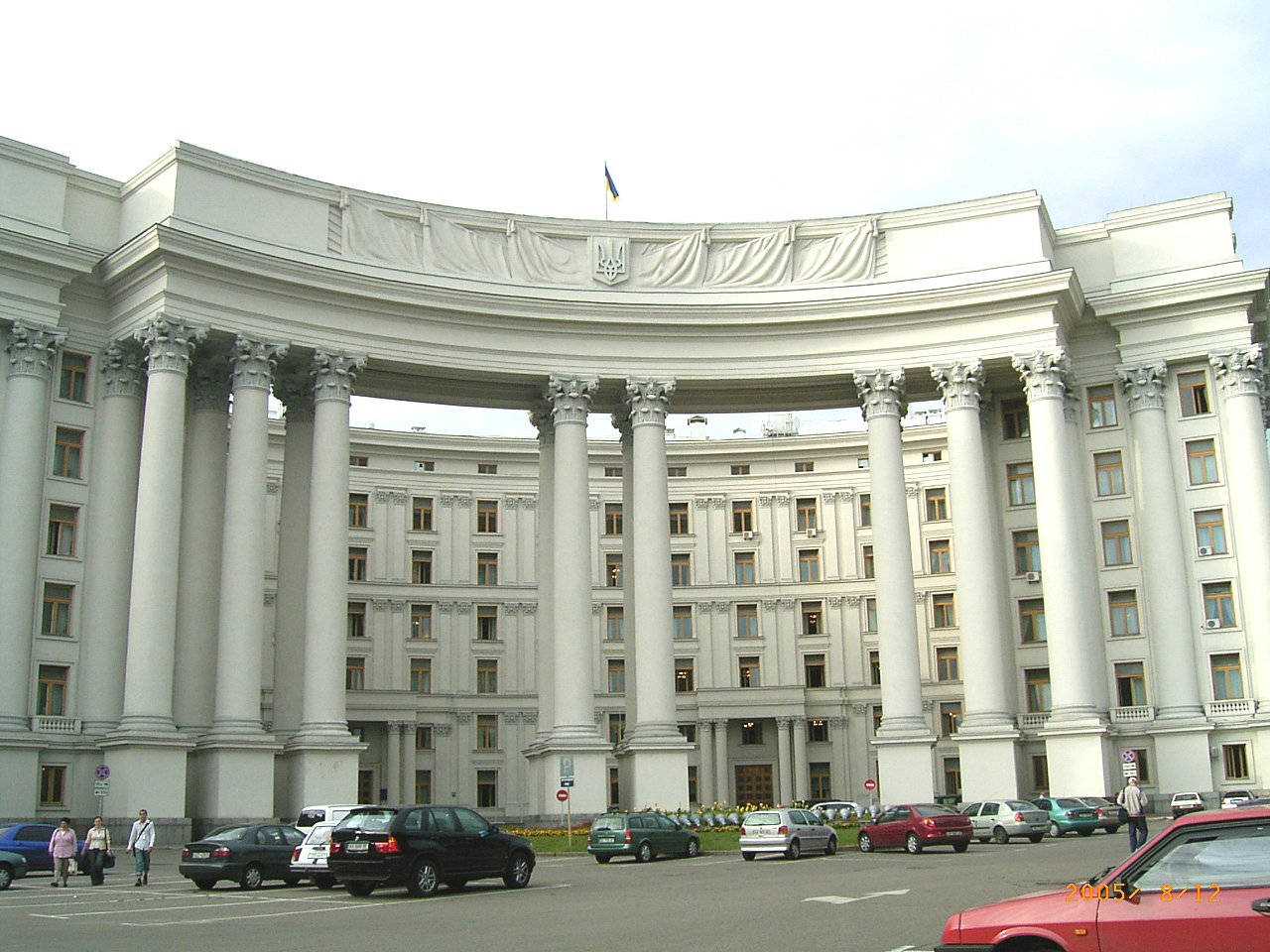
Das heutige Außenministerium der Ukraine, das als Teil eines Regierungskomplexes auf dem Gelände des ehemaligen St. Michaelskloster errichtet wurde. Nur eines der beiden Gebäude wurde errichtet (dargestellt).

1934 wurde die Hauptstadt der sowjetischen Ukraine nach Kiew verlegt. In den Jahren zuvor wurde die Stadt nur als regionales Zentrum betrachtet und erhielt daher nur wenig Aufmerksamkeit. All das sollte sich ändern, aber zu einem hohen Preis. Zu diesem Zeitpunkt waren bereits die ersten Beispiele stalinistischer Architektur zu sehen, und angesichts der offiziellen Politik sollte eine neue Stadt auf der alten errichtet werden. Dies bedeutete, dass unschätzbare Bauwerke wie das St. Michaelskloster zerstört wurden. Selbst die Sophienkathedrale war bedroht.
Während des Zweiten Weltkriegs wurde das Projekt jedoch nicht verwirklicht. Zu den überlebenden Kiewer Bauwerken aus der Vorkriegszeit gehört das Gebäude des Zentralkomitees der Kommunistischen Partei der Ukraine (diese wird heute vom Außenministerium genutzt). Von dem Architekten wurde nur der Nordflügel fertig gestellt, der identische und symmetrische Südflügel, der an der Stelle des zerstörten Klosters errichtet werden sollte, um das Ministerkomitee zu beherbergen, wurde nie fertig gestellt. Das andere Beispiel ist das Gebäude der Werchowna Rada, das 1936–38 von dem Architekten Wolodymyr Zabolotnyj gebaut wurde.
Nach den schweren Zerstörungen des Zweiten Weltkriegs wurde ein neues Projekt für den Rekonstruktion der Kiewer Innenstadt vorgestellt. Damit wurde die Chreschtschatyk-Allee in eines der schönsten Beispiele des Stalinismus in der Architektur verwandelt. Als 1944 der erste Wettbewerb begann, wurden insgesamt 22 Einzelprojekte ausgearbeitet, von denen aufgrund umfangreicher Kritik keines realisiert wurde, bis schließlich 1948 das Kiev Proekt Institut seine endgültige Fassung vorlegte, die zuerst vom Architekten A. Vlasov und ab 1949 von Anatolij Dobrowolskyj geleitet wurde. In den nächsten zwei Jahrzehnten sollte dieser alle großen Projekte in der Hauptstadt dominieren.
Rekonstruktionsprojekte im Zentrum von Kiew

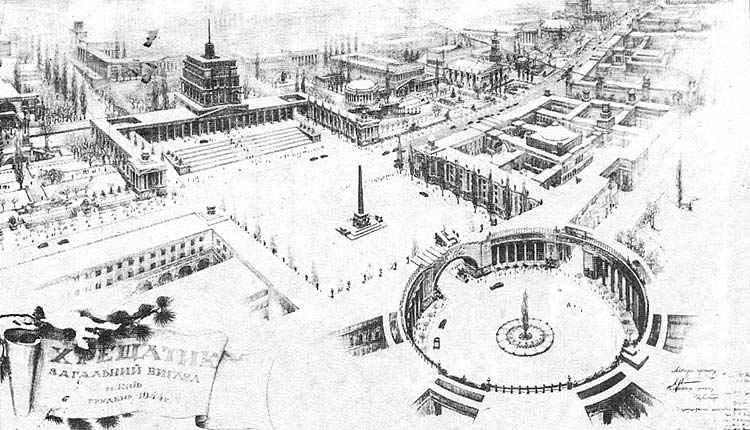
Abgelehntes Konzept
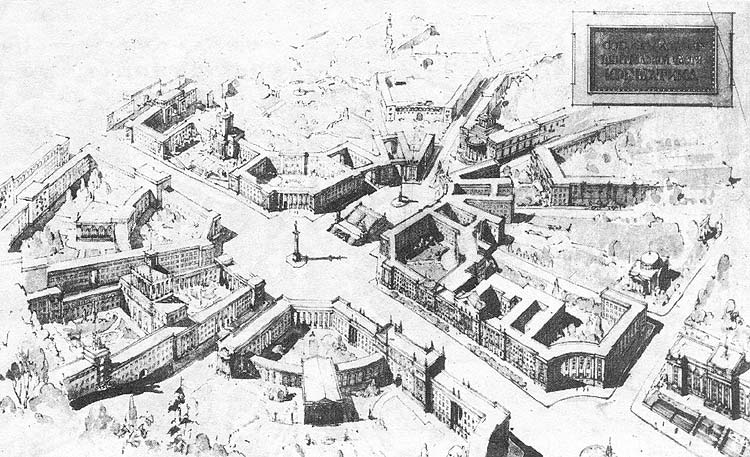
Ein weiteres abgelehntes Konzept
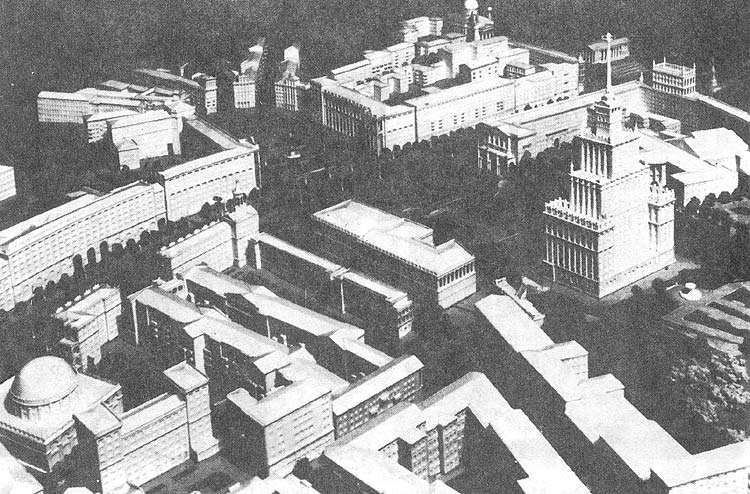
Finales Konzept

Trotz eines enthusiastischen Starts, bei dem die meisten Gebäude wie das Postamt, die Stadtverwaltung, das elegante Konservatorium mit weißem Säulengang und die ersten Gebäude um den Majdan Nesaleschnosti bis 1955 fertiggestellt wurden, verhinderte die neue Architekturpolitik der Regierung einmal mehr die vollständige Realisierung des Projekts. Keines der Beispiele teilt jedoch das Schicksal des Hotel Ukrajina, das den Platz überragen sollte. Das elegante Hochhaus, das nach dem Vorbild der Moskauer Sieben Schwestern gebaut wurde, wurde aller dekorativen Elemente beraubt und in einem Stil fertiggestellt, der nur als unattraktiv bezeichnet werden kann.

### Andere Beispiele in der Sowjet-Ukraine
- Rekonstruktion von Charkiw
- Umzug der Hauptstadt nach Kiew
- DniproHES

### Stalinistische Periode
- Rekonstruktion der Kiewer Innenstadt

### Poststalinistische Periode
- Städtebauliche Generalpläne
- Sportpalast Kiew, Palast Ukrajina

## Moderne Ukraine (1991–)

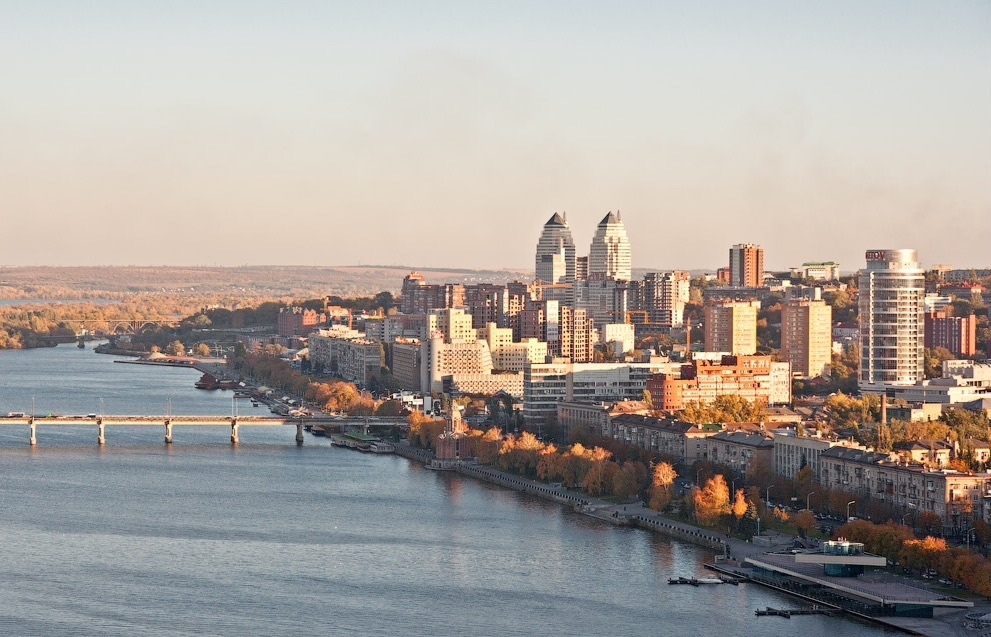
Wohngebäude in Dnipro

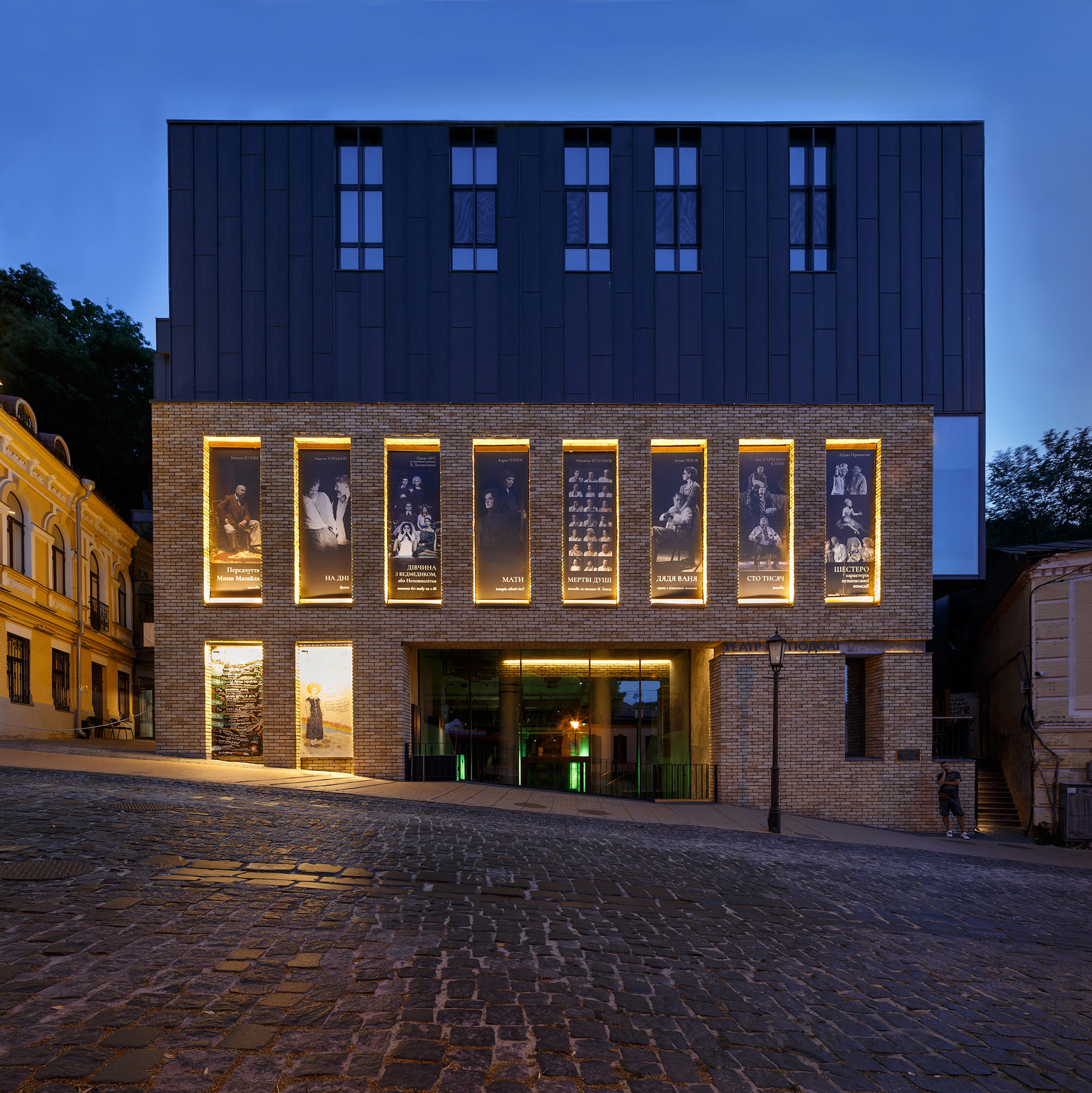
Theater am Podil, nominiert für den Mies van der Rohe Award

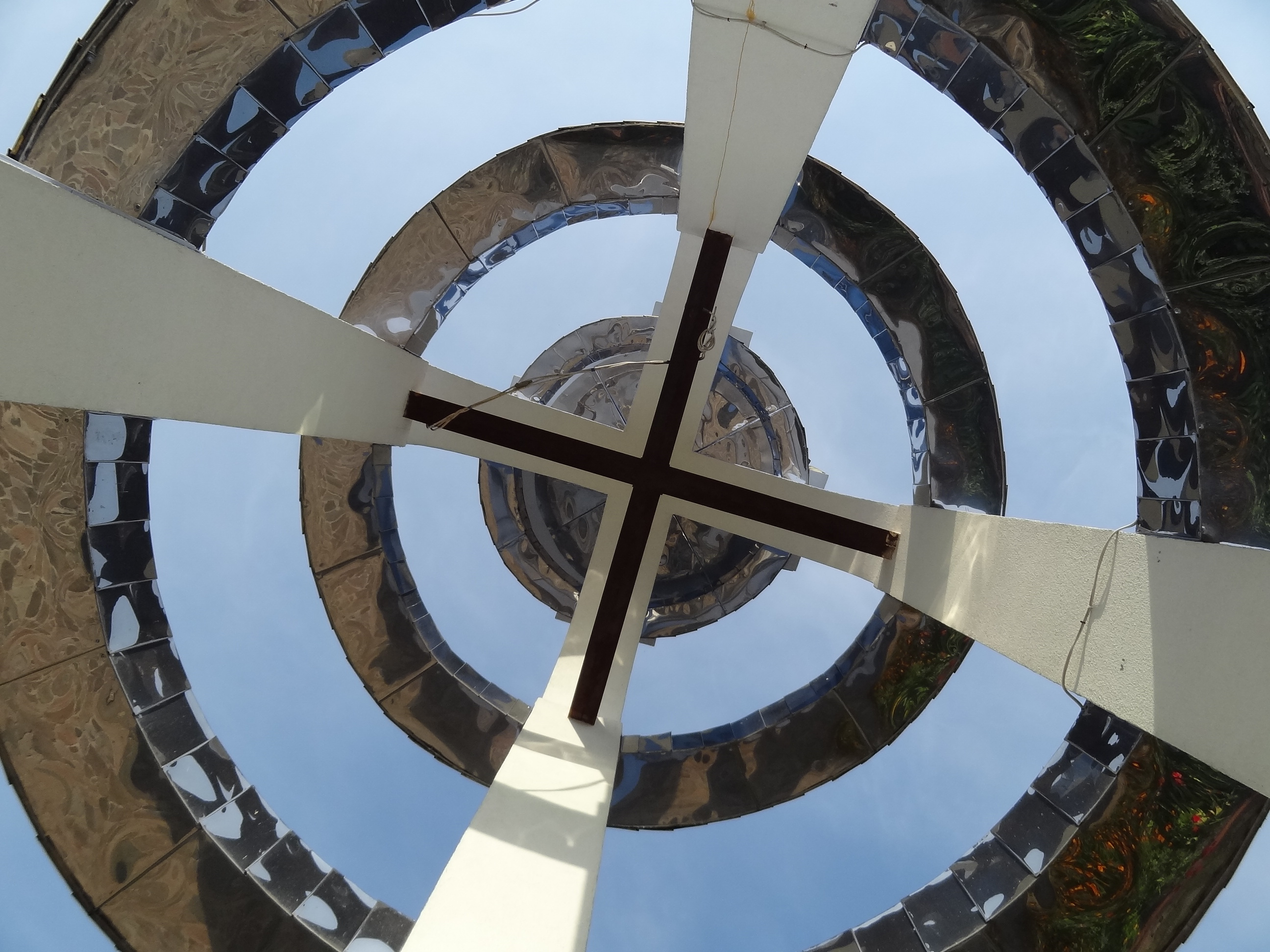
Glockenturm in Winnyzja (errichtet 1996), Froschperspektive

Die Sprache der modernen Architektur wird immer globaler und pluralistischer in ihrer künstlerischen Ausrichtung. Zur gleichen Zeit nimmt die neue kreative Suche nach progressiven Neigungen, Prinzipien und Ansätze, um die Zusammensetzung der architektonischen Form und Stil zu lösen eine immer wichtigere Rolle ein.
In den Werken der ukrainischen Architektenschule von Kiew sind zunehmend postmoderne und hochtechnologische Tendenzen zu finden. Darin spiegelt sich der Einfluss der Globalisierung auf die Welt der Architektur wider.
Die Aufgabe für die moderne ukrainische Architektur ist die vielfältige Anwendung moderner Ästhetik, die Suche nach einem eigenen künstlerischen Stil des Architekten und die Einbeziehung des bestehenden historisch-kulturellen Umfelds.
Gute Beispiele für moderne ukrainische Architektur sind der Wiederaufbau und die Erneuerung des Majdan Nesaleschnosti im Zentrum von Kiew. Trotz des engen Platzes gelang es den Ingenieuren, die unebene Landschaft zu vereinen und den freigewordenen unterirdischen Raum für ein neues Einkaufszentrum zu nutzen.
Das Großprojekt, das den größten Teil des 21. Jahrhunderts in Anspruch nehmen wird, ist der Bau des Kiew-City-Centers auf der Rybalskyj-Insel, das nach seiner Fertigstellung ein dichtes Hochhaus-Viertel inmitten der Landschaft des Dnjepr umfassen wird.

## Spezielle Beispiele

### Metro

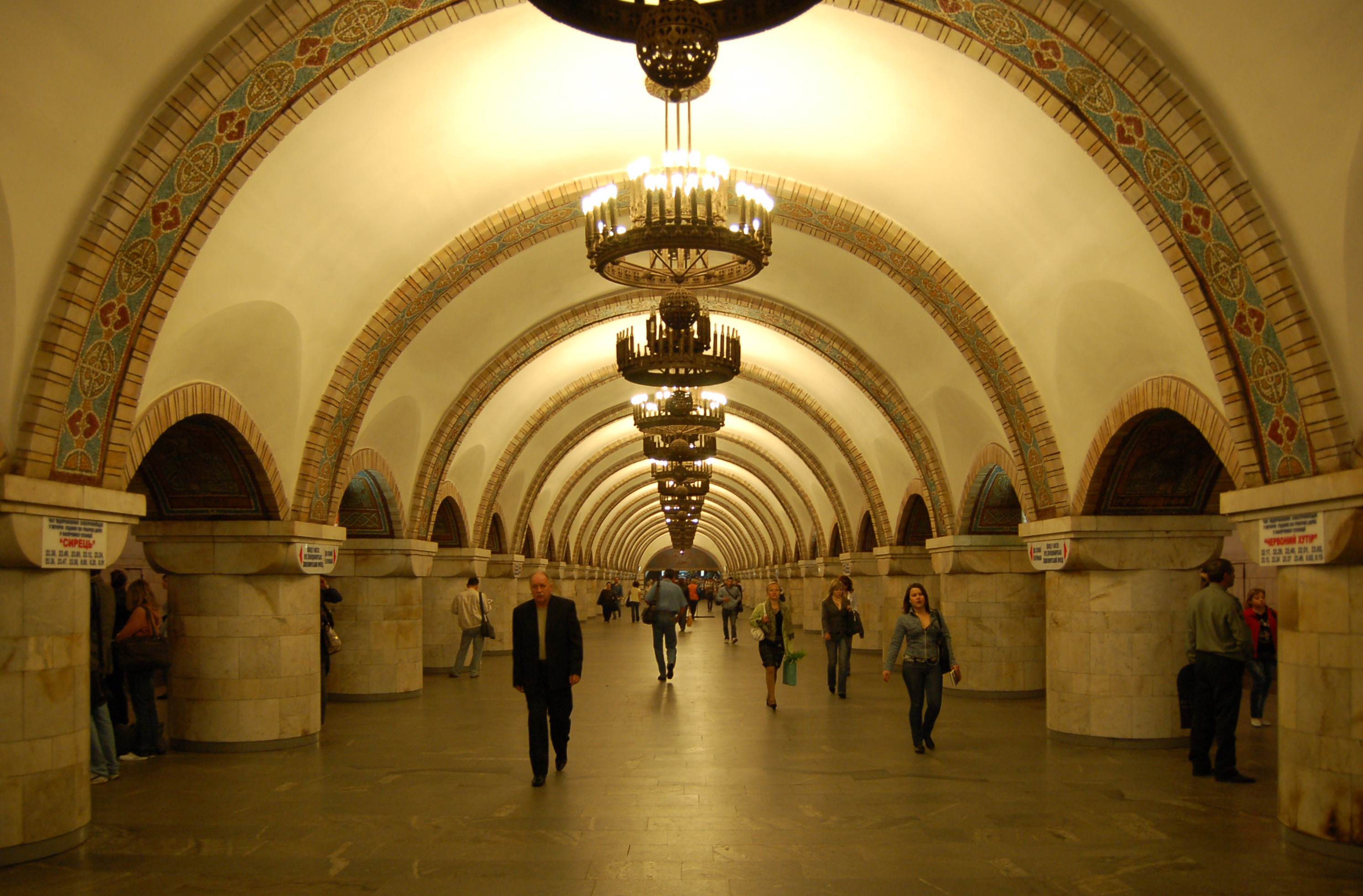
U-Bahnhof Soloti Worota (Metro Kiew)

Während der Sowjetzeit wurden die Metro-Stationen mit besonders lebendigen Designs geschmückt. Die ersten drei Stationen, die von ukrainischen Architekten gebaut wurden, befanden sich nicht in der Ukraine. Dennoch gelten alle drei als die ikonischsten Bauwerke, die je in der Geschichte des U-Bahn-Baus errichtet wurden. Sie sind alle unter dem Namen Kiewskaja bekannt und befinden sich in der Moskauer Metro unter dem Kiewer Bahnhof.
Im Jahr 1949 wurde mit dem Bau der ersten Etappe der Metro Kiew begonnen, die 1960 eröffnet wurde. Alle Bahnhöfe dieser Etappe gelten aufgrund ihres einzigartigen authentischen Charakters als Architekturdenkmäler, den die späteren Bahnhöfe der 1960er Jahre angesichts der sich wandelnden Politik des Utilitarismus verlieren würden.
Im Jahr 1967 wurde mit dem Bau der ersten Etappe der Charkiwer Metro begonnen, die 1975 eröffnet wurde. Bald darauf folgten die Kryworiskyj Metrotram im Jahr 1986 und die Dnipro Metro im Jahr 1995. Die Stationen dieser Systeme haben, wie die meisten anderen in der ehemaligen Sowjetunion entstandenen Stationen, einen starken Fokus auf utilitäres Design.

## Die sieben Wunder der Ukraine

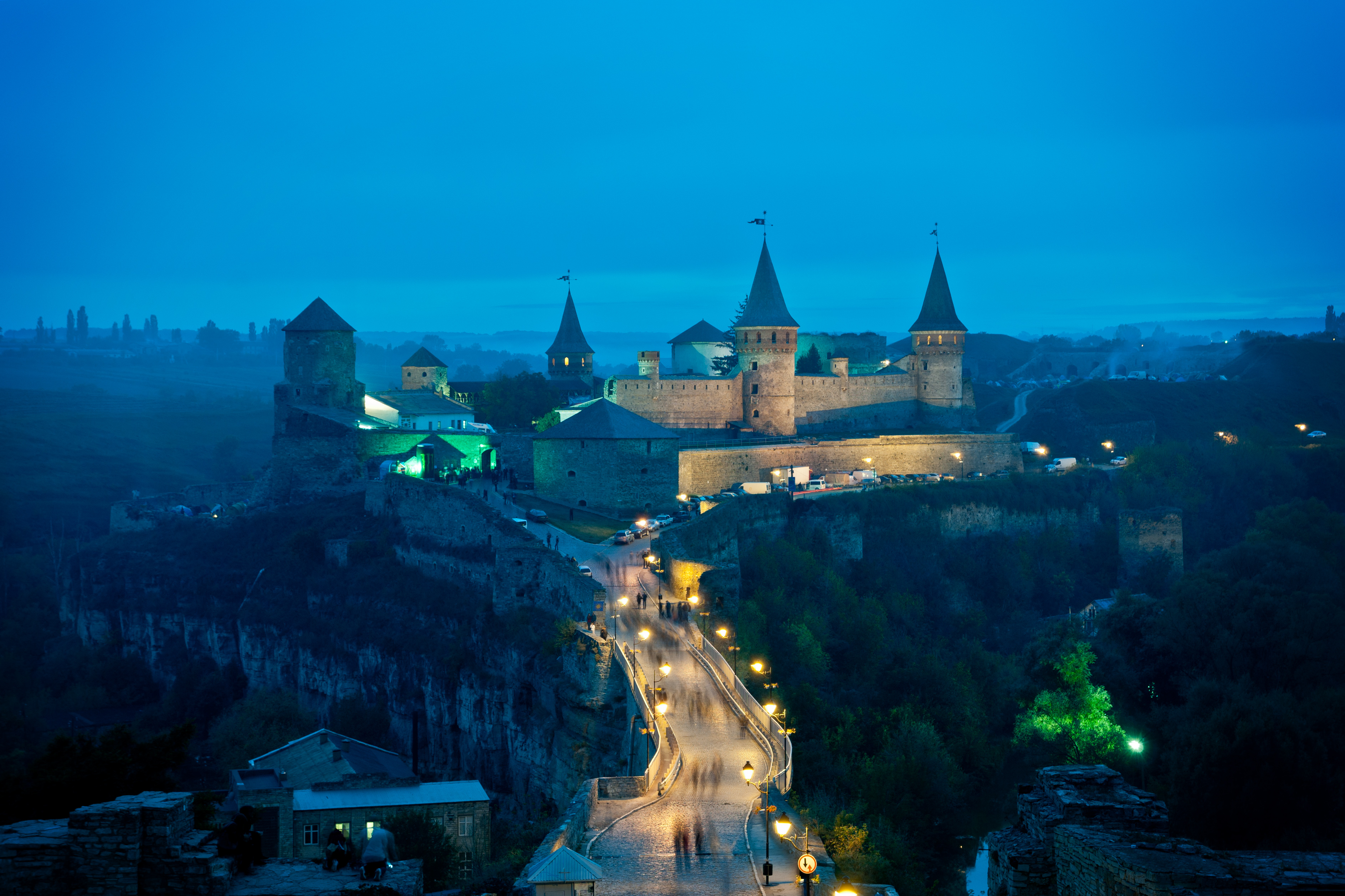
Festung Kamjanez-Podilskyj – eines der Sieben Wunder der Ukraine

Am 24. August 2007 wurden die Sieben Weltwunder der Ukraine bekannt gegeben. Der Initiator dieses Projekts ist der Volksvertreter im Werchowna Rada, Mykola Tomenko. Hauptziel dieses Vorhabens ist es, die Aufmerksamkeit der Massenmedien und der Bürger des Landes auf die beliebtesten historischen und kulturellen Denkmäler der Ukraine zu lenken.
Die Sieben Wunder der Ukraine sind eine logische Fortsetzung der Projekte, die unter dem Motto „Entdecke die Ukraine!“ durchgeführt wurden und dazu beitragen sollen, die Ukraine mit ihren unersetzlichen landschaftlichen Sehenswürdigkeiten, ihrer interessanten Geschichte und ihren reichen Freizeitmöglichkeiten zu entdecken.
Im Jahr 2008 fand ein weiteres Projekt unter dem Namen Sieben Naturwunder der Ukraine statt. Es handelt sich um eine zweite Phase des Hauptprojekts Sieben Wunder der Ukraine, das in erster Linie auf historische, kulturelle und architektonische Sehenswürdigkeiten des Landes abzielte. In der zweiten Phase werden die wichtigsten geologischen Objekte wie Felsen, Gebirgskämme, Höhlen, Seen, Flüsse und natürliche Wälder identifiziert.
Wie sein Vorgänger besteht auch dieses Projekt aus drei Phasen. Zunächst stellt jeder Oblast seine Nominierten vor, von denen 100 in die nächste Phase kommen. In den nächsten drei Monaten werden aus diesen 100 Nominierten 21 Gewinner für die letzte Phase ausgewählt. Und am Unabhängigkeitstag, dem 24. August, werden die letzten sieben der Öffentlichkeit vorgestellt. Das Projekt wird von folgenden Institutionen organisiert: dem Nationalen Touristischen Dienst der Ukraine, dem Kongressausschuss für Jugendpolitik, Sport und Tourismus, der nationalen Rundfunkgesellschaft der Ukraine, dem Fernsehsender ICTV, der Zeitschrift Mandry und vielen anderen.